# Quito

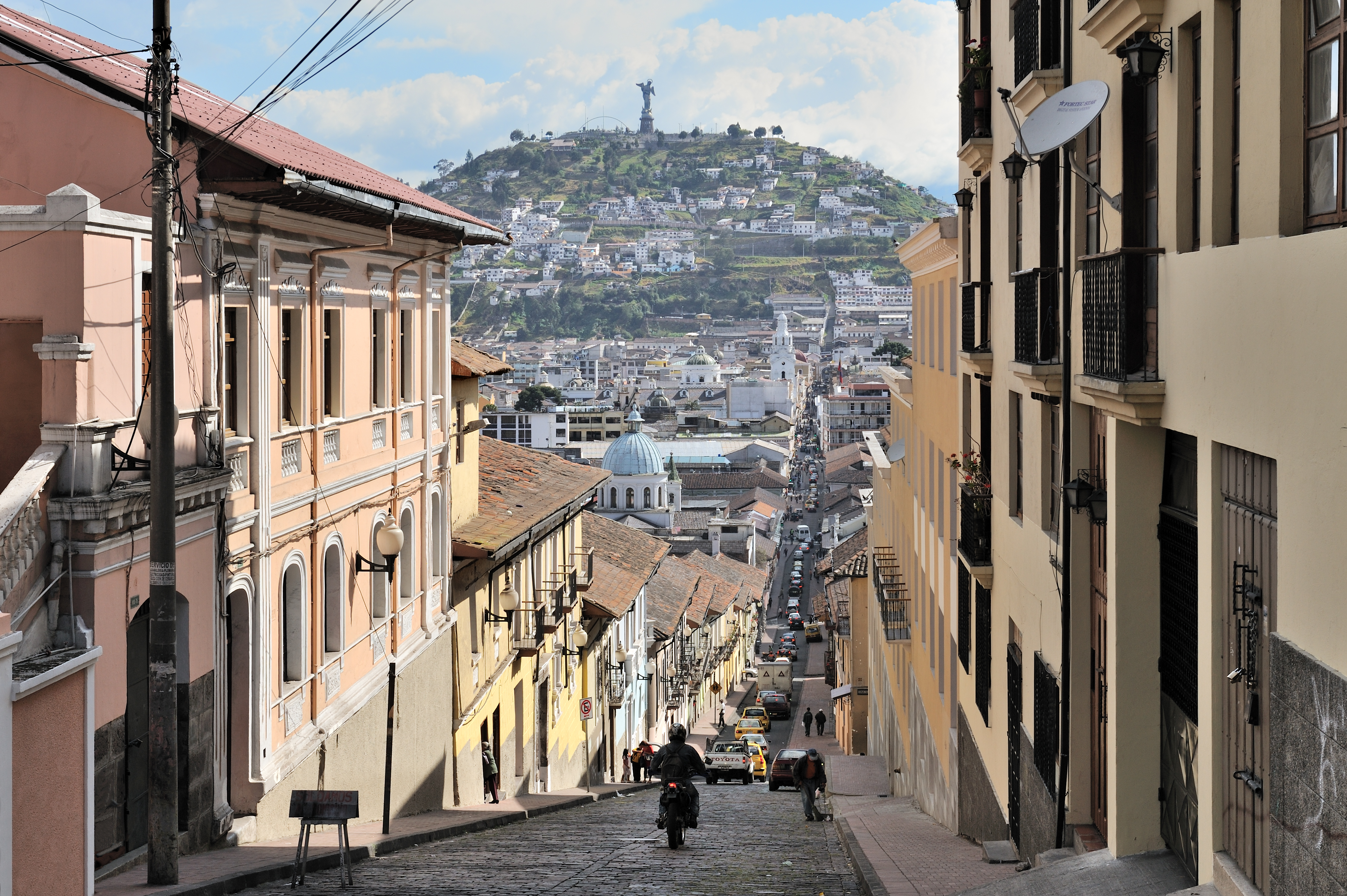
Die koloniale Altstadt Quitos mit Blick auf den Panecillo

Quito (San Francisco de Quito) [ˈkito] ist die Hauptstadt von Ecuador. Sie liegt 20 Kilometer südlich des Äquators in einem 2850 m hohen Becken der Anden und ist somit noch vor der bolivianischen Hauptstadt Sucre die höchstgelegene Hauptstadt der Welt. Sie ist mit rund 2,7 Millionen Einwohnern neben Guayaquil eine der beiden größten Städte des Landes. Außerdem ist sie Hauptstadt des gleichnamigen Kantons sowie der Provinz Pichincha. Die Altstadt von Quito gehört zum UNESCO-Weltkulturerbe.

## Geographie

Nördlicher Teil Quitos

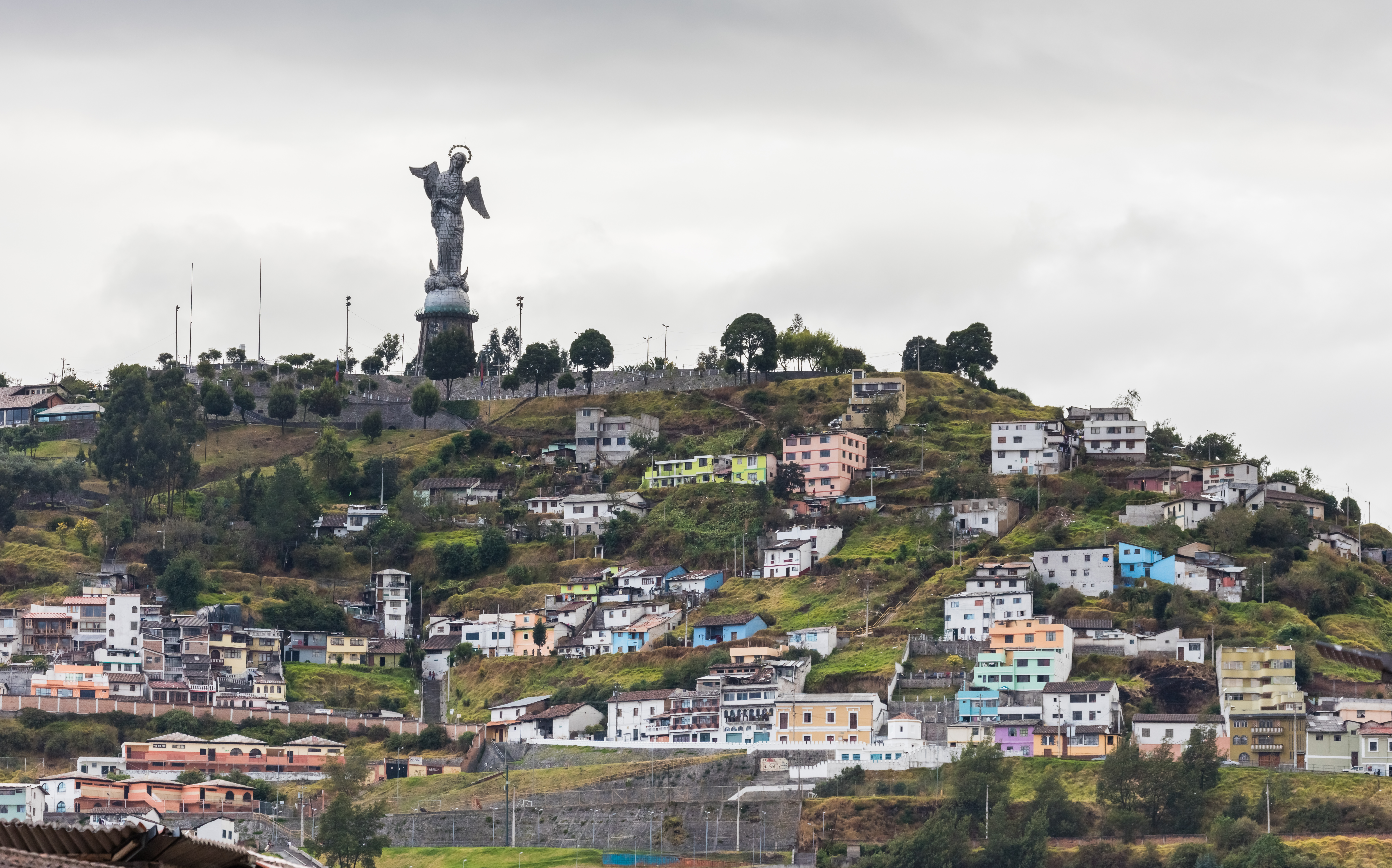
Der Panecillo mit der Statue der Virgen

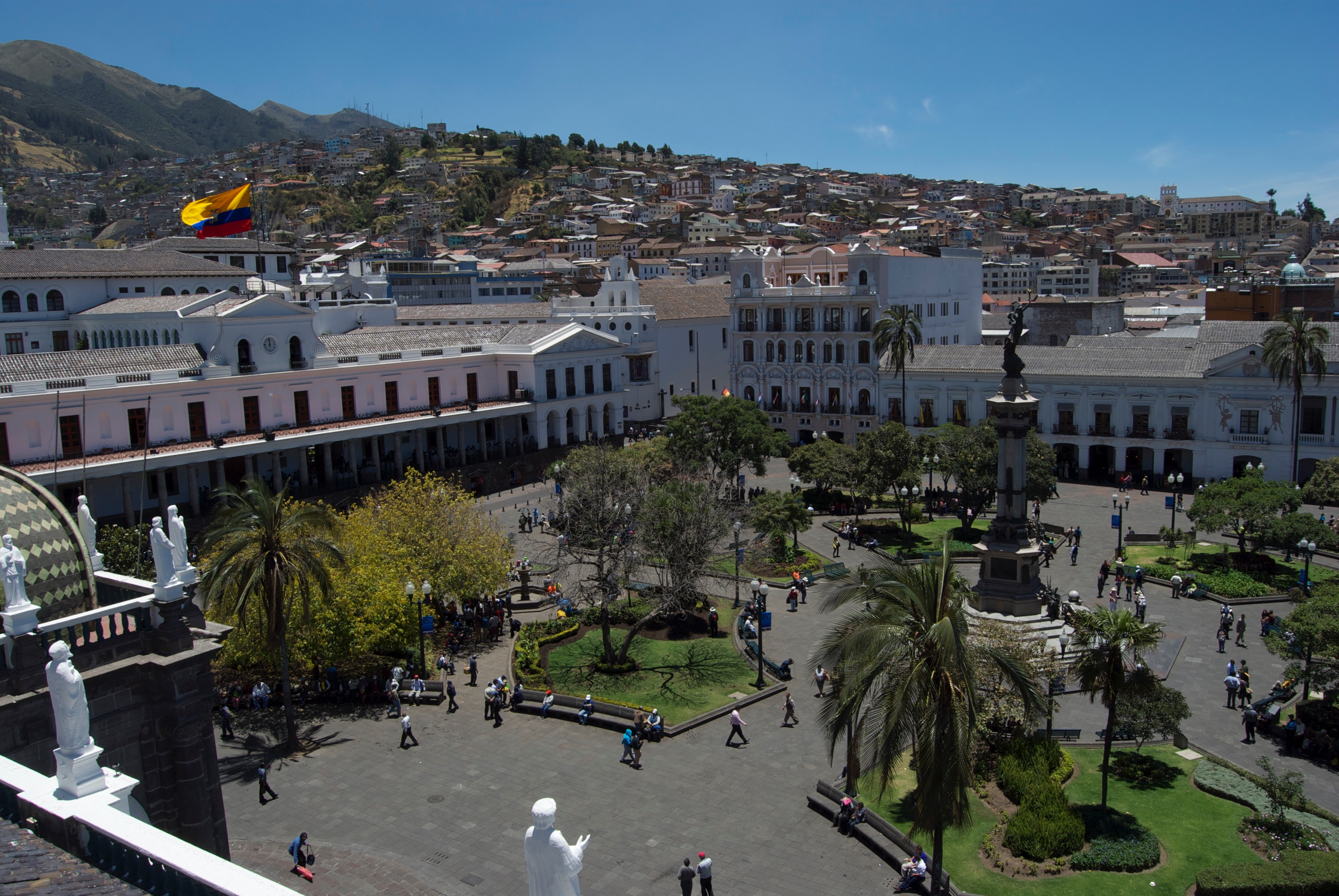
Plaza de la Independencia mit Präsidentenpalast (links) und Palacio de Pizarro (rechts)

Quito liegt im nördlichen Zentrum Ecuadors in der Andenregion (Sierra), im Osten der Provinz Pichincha. Das Stadtzentrum liegt etwa 22 Kilometer südlich des Äquators, der nördliche Stadtrand etwa 13 Kilometer. Die Stadt befindet sich etwa zwischen 0° 4' und 0° 20' südlicher Breite und zwischen 78° 25' und 78° 33' westlicher Länge.
Die Stadt verläuft in einer Nord-Süd-Achse in einem für die Anden typischen schmalen Längstal, das zum Guayllabamba-Becken (auch Quito-Becken genannt) gehört, einem der acht innerandinen Becken in Ecuador. Das Guayllabamba-Becken erstreckt sich in Nord-Süd-Richtung etwa 50 Kilometer und ist in Nord-Ost-Richtung etwa 4 Kilometer breit. Der südliche Abschluss des Beckens findet sich am Berg Atacazo (Süden von Quito), der nördliche am Pululahua (bei San Antonio de Pichincha). Die Stadt liegt direkt am Fuße des nicht aktiven und nicht vergletscherten Vulkans Rucu Pichincha (4.690 m), der sich an der Westseite von Quito erhebt und hier die Grenze des Beckens bildet. Der unmittelbar dahinterliegende Vulkan Guagua Pichincha ist leicht aktiv und etwas höher (4.794 m), kann aber von Quito aus direkt nicht gesehen werden. Auf der Westseite bilden eine Reihe kleinerer Vulkane und Berge die Grenze, an denen der Fluss Guayllabamba verläuft. Die südlich der Altstadt von Quito gelegene Bergkuppe Panecillo wird als mittlere Scheide angesehen, die eine Südebene vom Nordtal trennt. Zur Südebene gehört unter anderem das Valle de los Chillos (mit Chillogallo), im Nordtal liegen die nördlichen, modernen Stadtteile Quitos sowie die höher gelegenen Gebiete um Iñaquito und Cotocollao.
Man hat von Quito eine spektakuläre Aussicht nach Südosten auf den Vulkan Cotopaxi (5897 m). In der weiteren Umgebung befinden sich außerdem die aktiven Vulkane Cayambe (5790 m) und Antisana (5753 m) sowie der erloschene Illiniza (5263 m) und zahlreiche kleinere. Neben dem Río Guayllabamba ist der Río Machángara der wichtigste Fluss. Er fließt in Richtung Osten durch eine durch sein Tal gebildete, aus Steilhängen bestehende Unterbrechung der östlichen Begrenzung des Tals, hinter der Guápulo und das Tal von Tumbaco liegen. Weitere Flüsse sind der Monjas, der Pita und der Río San Pedro, die allesamt zum Flusssystem des Guayllabamba gehören.

### Geologie
Fast ganz Quito befindet sich auf sandigen Böden vulkanischen Ursprungs. Erdbeben und Aschefälle haben Quito in Vergangenheit und Gegenwart häufig heimgesucht. Quito ist von 14 Vulkanen umgeben, und zerstörte Gebäude in der Altstadt wurden nach Erdbeben mindestens viermal wieder aufgebaut.
Der letzte große Vulkanausbruch ereignete sich im September 2002. Damals brach der östlich der Anden gelegene Vulkan Reventador aus, der sich über 20 Jahre lang ruhig verhalten hatte. In Quito musste der Notstand ausgerufen werden, da die ganze Stadt sowie das gesamte Tal östlich von Quito knöcheltief mit feiner Asche bedeckt war.
Die besondere Lage im Tal am Fuß des Pichincha führt dazu, dass das Stadtgebiet insbesondere im Bereich des Zentrums starke Gefälle in Ost-West-Richtung von oftmals mehr als 10 % und damit verbundene steile Straßenverläufe aufweist.
Viele der Böden im Bereich der Stadt sind im Prinzip fruchtbar und wurden früher bewirtschaftet, was über Jahrhunderte den ländlichen Charakter der Stadt prägte. Heute ist dies aufgrund der dichten Besiedlung nicht mehr möglich; in den Stadtrandgebieten ist Landwirtschaft aufgrund der großen Höhen an Vulkanflanken nicht ergiebig, mit Ausnahme der Täler insbesondere westlich und südlich von Quito (u. a. Tumbaco, Pifo, Píntag). Erosion ist insbesondere nördlich der Stadt und in den Flusstälern ein großes Problem. Westlich von Quito ist in Teilen die vulkanische Schicht durch Erosion bereits vollständig abgetragen, eine Duripan-Schicht (durch Kieselsäure verhärtet) kam zum Vorschein.

### Ausdehnung des Stadtgebiets
Die Stadt Quito hat eine Fläche von etwa 290 Quadratkilometern und 2.735.987 Einwohner (2019). Das Einzugsgebiet der Stadt ist etwa 1000 Quadratkilometer groß.
Das Stadtgebiet ist aufgrund des schmalen Tals nur in wenigen Bereichen breiter als 2 bis 3 Kilometer und zieht sich längs in Nord-Süd-Richtung mehr als 30 Kilometer hin. Es kann im Wesentlichen in drei Teile aufgeteilt werden: ein Zentrum um die koloniale Altstadt und die nördlich davon gelegenen modernen Stadtviertel im Zentrum, den Norden und den Süden.
Die koloniale Altstadt reicht im Wesentlichen vom Panecillo im Süden bis zum Alameda-Park im Norden, an den sich ein Mischviertel anschließt, das bis zum El Ejido-Park reicht und an das sich wiederum nördlich das moderne Stadt- und Finanzzentrum zwischen Ejido- und Carolina-Park anschließt („Mariscal Sucre“-Viertel und Viertel nördlich der Avenida Colón). Sie hat eine Ausdehnung von etwa 8 Kilometern in Nord-Süd-Richtung und 500 bis 2000 Metern in Ost-West-Richtung. Im kolonialen Zentrum befinden sich der Präsidentenpalast, die Kathedrale und die Basilika sowie die Kirchen, Konvente und Profanbauten, die den Status der Stadt als Weltkulturerbe ausmachen. Der nördliche Teil des Zentrums beherbergt das erst in den 1970er und 1980er Jahren gewachsene Finanzzentrum, aus der Altstadt verlegte Regierungsgebäude und die wichtigsten Einkaufszentren sowie Wohnviertel der Mittel- und Oberklasse.
Im daran anschließenden eigentlichen Norden der Stadt befinden sich der alte Flughafen, Wohnviertel der Mittel- und Oberschicht, sowie am Stadtrand Industriegebiete und ärmere Wohnviertel. Der Süden der Stadt ist industrieller geprägt und größtenteils durch Mittel- und Unterschichtenviertel gekennzeichnet. Der neue Flughafen liegt außerhalb der eigentlichen Stadt und ist über Cumbaya zu erreichen.

### Nachbargemeinden und Kanton Quito

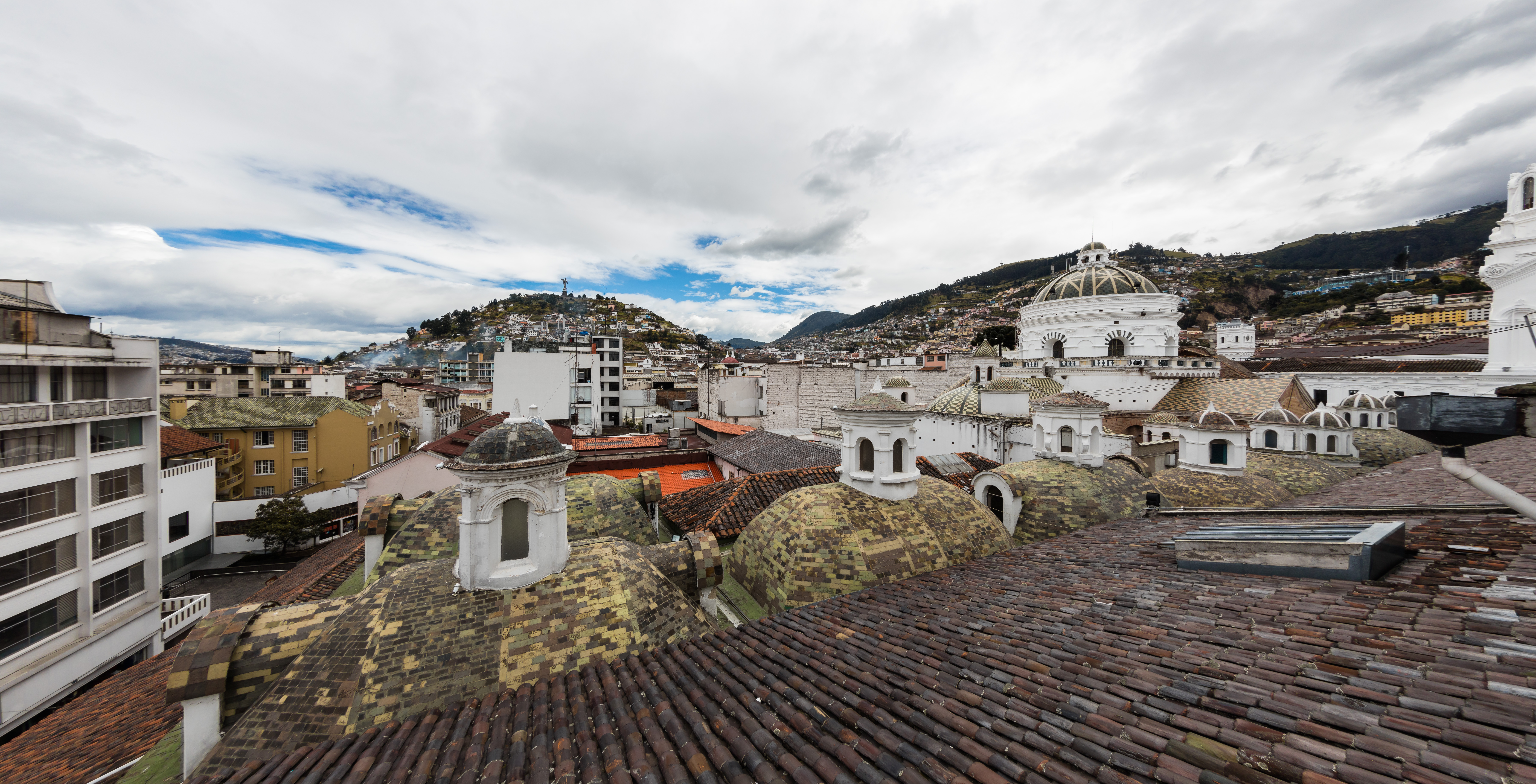
Blick auf Quito vom Dach der Kathedrale

Die Stadt Quito liegt im südlichen Zentrum des Kantons Quito im Osten der Provinz Pichincha, der durch ein Gesetz vom 27. Dezember 1993 zum Distrito Metropolitano de Quito (deutsch: Metropolbezirk Quito) wurde. Das Stadtgebiet grenzt im Süden an den Kanton Mejía (Machachi), im Westen an die ländlichen Gemeinden Lloa und Nono, im Norden an die Gemeinden Pomasqui und Calderón und im Osten an Calderón, Llano Chico, Zámbiza, Nayón, Cumbayá, Guangopolo, Conocoto und Amaguaña. Sämtliche genannte Gemeinden gehören zum Kanton Quito.
Der Distrito Metropolitano de Quito hat eine Fläche von etwa 4.200 km² und 2.036.260 Einwohner (Schätzung 2007). Er umfasst neben der Stadt Quito die ländlichen Gemeinden Alangasí, Amaguaña, Atahualpa, Calacalí, Calderón, Conocoto, Cumbayá, Chavezpamba, Checa, El Quinche, Gualea, Guangopolo, Guayllabamba, La Merced, Llano Chico, Lloa, Nanegal, Nanegalito, Nayón, Nono, Pacto, Perucho, Pifo, Píntag, Pomasqui, Puéllaro, Puembo, San Antonio de Pichincha, San José de Minas, Tababela, Tumbaco, Yaruquí und Zámbiza. Der Kanton Rumiñahui   wird vollständig vom Kanton Quito umschlossen, der außerdem an den Kanton Mejía im Südwesten, an die Provinz Santo Domingo de los Tsáchilas (Santo Domingo de los Colorados) im Westen, die Kantone San Miguel de los Bancos und Pedro Vicente Maldonado im Nordwesten, die Provinz Imbabura (Cotacachi und Otavalo) im Norden, die Kantone Pedro Moncayo und Cayambe im Nordosten und die Provinz Napo (El Chaco, Quijos und Archidona) im Osten grenzt.

### Stadtgliederung

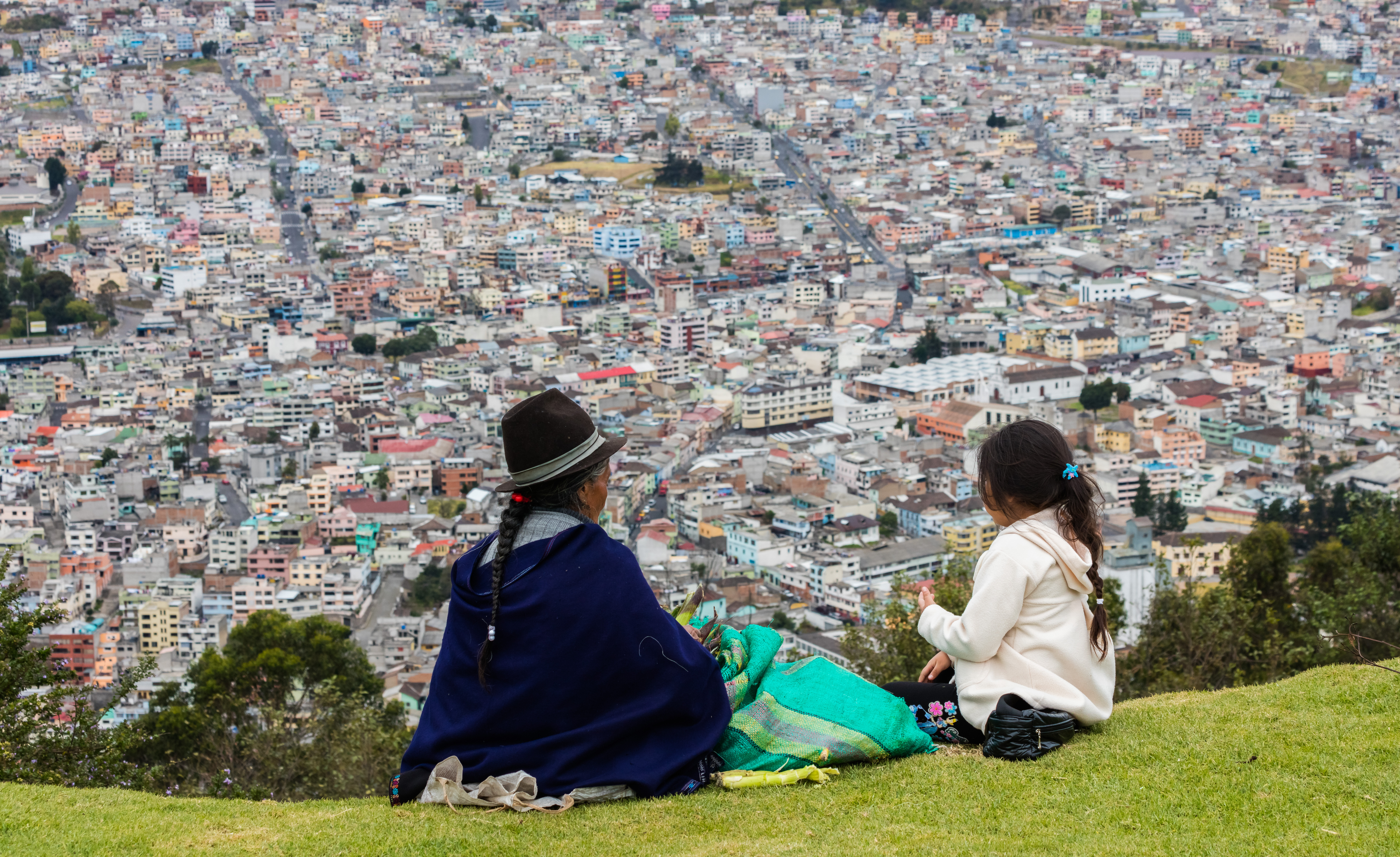
Indigene

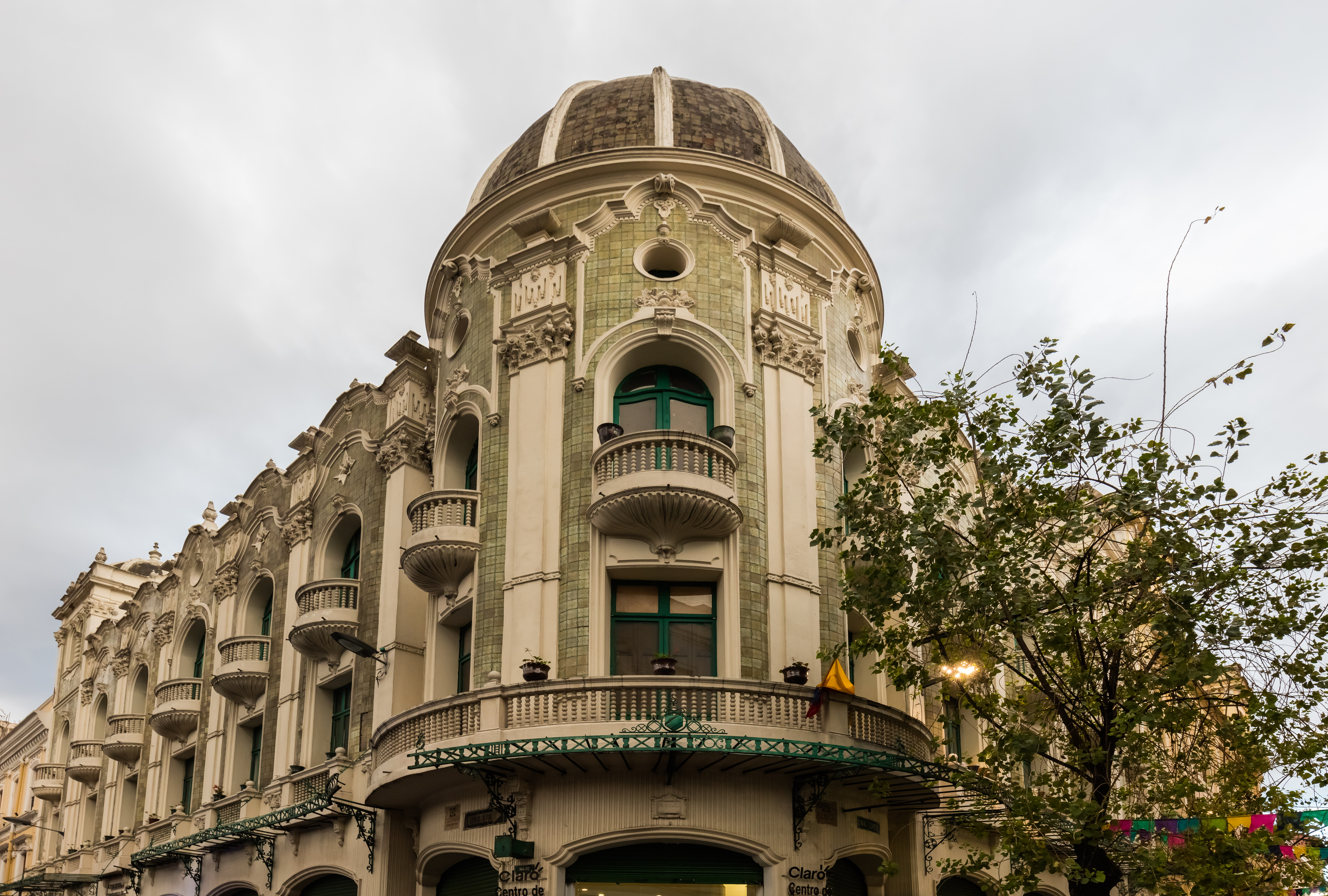
Bankgebäude im Zentrum von Quito

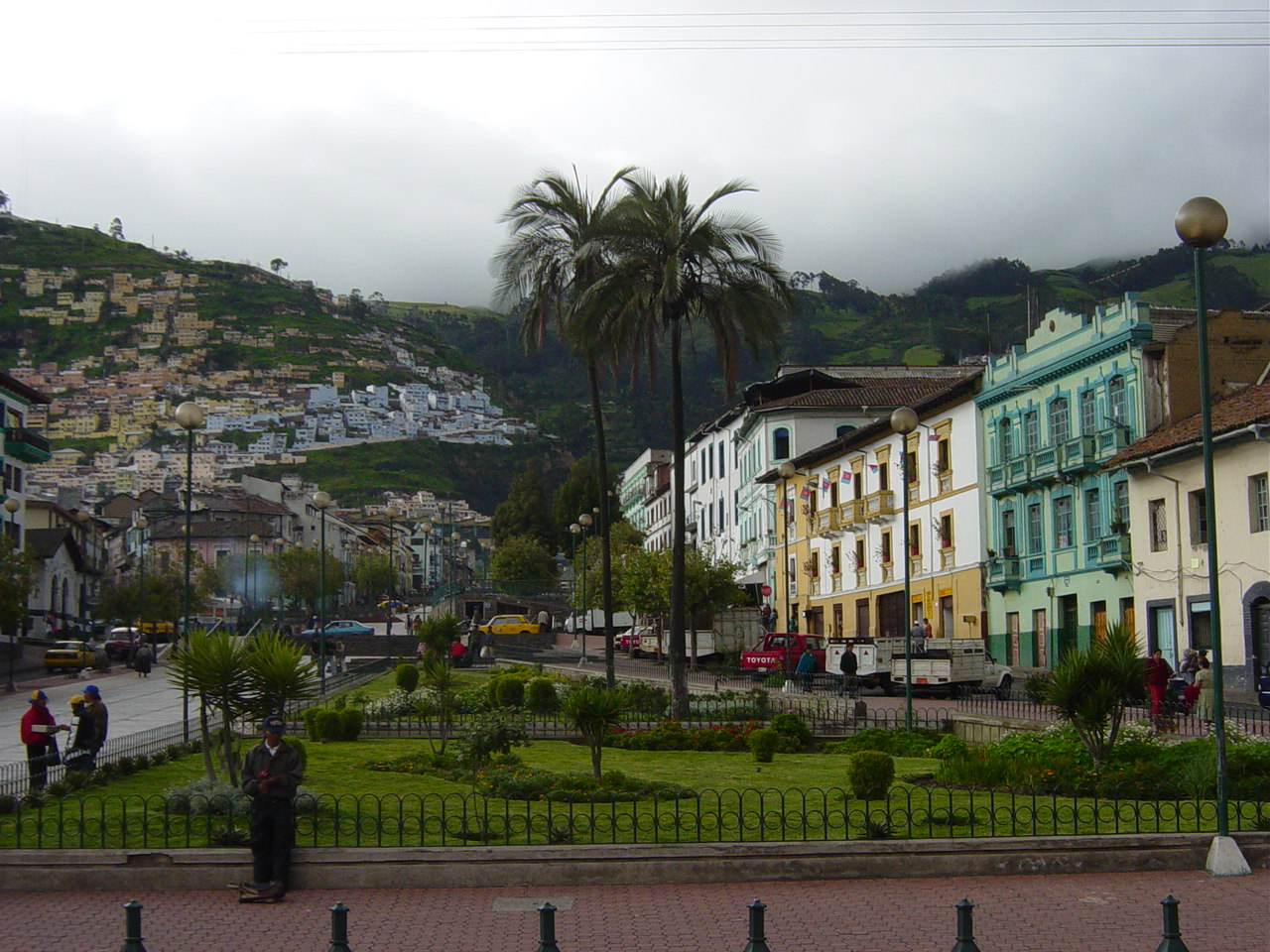
Avenida 24 de Mayo

Das Stadtgebiet selbst ist in 19 städtische Gemeinden (parroquias urbanas) untergliedert. Diese sind:
1. Alfaro (benannt nach Eloy Alfaro)
2. Benalcázar (benannt nach Sebastián de Benalcázar)
3. Chaupicruz
4. Chillogallo
5. Cotocollao
6. La Floresta
7. González Suárez (benannt nach Federico González Suárez)
8. Guápulo
9. La Libertad
10. La Magdalena
11. El Salvador
12. San Blas
13. San Marcos
14. San Roque
15. San Sebastián
16. Santa Bárbara
17. Santa Prisca
18. La Vicentina
19. Villa Flora

Zur Mitwirkung bei der Verwaltung des Distrito Metropolitano de Quito und zur Dezentralisierung der Verwaltungstätigkeit sind acht Zonalverwaltungen eingerichtet worden:
1. Zona Equinoccial (La Delicia), umfasst ländliche Gemeinden im Westen und Norden des Kantons
2. Zona Calderón, umfasst ländliche Gemeinden um Calderón im Nordosten Quitos
3. Zona Norte (Eugenio Espejo), umfasst den Norden der Stadt Quito
4. Zona Centro (Manuela Sáenz), umfasst das Zentrum der Stadt um die koloniale Altstadt und den Vulkan Itchimbía
5. Zona Sur (Eloy Alfaro), umfasst zum Teil Süden der Stadt
6. Zona de Tumbaco, umfasst ländliche Gemeinden östlich der Stadt (u. a. Cumbayá und Tumbaco)
7. Zona Valle de los Chillos, umfasst ländliche Gemeinden südwestlich der Stadt (u. a. Píntag)
8. Zona Quitumbe, umfasst ebenfalls Teile des Südens der Stadt, darunter Chillogallo und Quitumbe

### Klima
Das Klima in Quito ist trotz seiner Lage am Äquator aufgrund der Höhenlage gemäßigt, weshalb es auch als „kalttropisch“ (Cfb) bezeichnet wird. Es ist außerdem feucht. Die mittlere Jahrestemperatur liegt bei 13 °C, wobei die Temperaturen innerhalb eines Tages deutlich stärker schwanken als über das Jahr. Die Temperaturen liegen zwischen etwa 6–7 °C in den Nachtstunden und bis zu 24–25 °C an warmen Tagen. Meist liegen die Tagestemperaturen zwischen 18 und 21 °C, weshalb Quito auch als „Stadt des ewigen Frühlings“ bezeichnet wird.
Die Jahresniederschlagsmenge liegt bei etwa 1.250 mm. Von September bis November und von Januar bis April gibt es jeweils Regenzeiten, von denen die erste in der Regel stärker ausgeprägt ist. Obwohl diese Regenzeiten „Winter“ genannt werden, sind die Temperaturunterschiede zu den übrigen Monaten nur gering. Allerdings haben die Tage aufgrund der Regenfälle weniger Sonnenstunden. Es regnet in der Regel gegen Mittag und anschließend scheint am (späten) Nachmittag erneut die Sonne.
Aufgrund der Lage am Äquator sind die Tage das ganze Jahr über etwa gleich lang. Die Sonne geht etwa zwischen 6:15 Uhr und 6:30 Uhr auf und gegen 18:30 bis 18:45 Uhr unter. Die Dämmerung ist sehr kurz.
|                        | Jan  | Feb   | Mär   | Apr   | Mai  | Jun  | Jul  | Aug  | Sep  | Okt   | Nov  | Dez  |   |         |
| Mittl. Temperatur (°C) | 13   | 13    | 13    | 13    | 13   | 13   | 13   | 13   | 13   | 13    | 13   | 13   | ⌀ | 13      |
| Mittl. Tagesmax. (°C)  | 17   | 18    | 18    | 18    | 18   | 18   | 18   | 19   | 19   | 19    | 18   | 18   | ⌀ | 18,2    |
| Mittl. Tagesmin. (°C)  | 9    | 9     | 9     | 10    | 9    | 8    | 8    | 8    | 8    | 9     | 8    | 9    | ⌀ | 8,7     |
|                        |      |       |       |       |      |      |      |      |      |       |      |      |   |         |
| Niederschlag (mm)      | 73,6 | 114,1 | 126,9 | 149,3 | 98,2 | 37,1 | 26,2 | 32,0 | 79,3 | 115,3 | 78,9 | 82,9 | Σ | 1.013,8 |
|                        |      |       |       |       |      |      |      |      |      |       |      |      |   |         |
| Regentage (d)          | 10   | 11    | 15    | 15    | 13   | 7    | 5    | 5    | 11   | 14    | 11   | 11   | Σ | 128     |

| 9 |

| 9 |

| 9 |

| 10 |

| 9 |

| 8 |

| 8 |

| 8 |

| 8 |

| 9 |

| 8 |

| 9 |

| 9 |

| 9 |

| 9 |

| 10 |

| 9 |

| 8 |

| 8 |

| 8 |

| 8 |

| 9 |

| 8 |

| 9 |

| N i e d e r s c h l a g | 73,6 | 114,1 | 126,9 | 149,3 | 98,2 | 37,1 | 26,2 | 32,0 | 79,3 | 115,3 | 78,9 | 82,9 |
|                         | Jan  | Feb   | Mär   | Apr   | Mai  | Jun  | Jul  | Aug  | Sep  | Okt   | Nov  | Dez  |

## Geschichte

### Präkolumbische Zeit

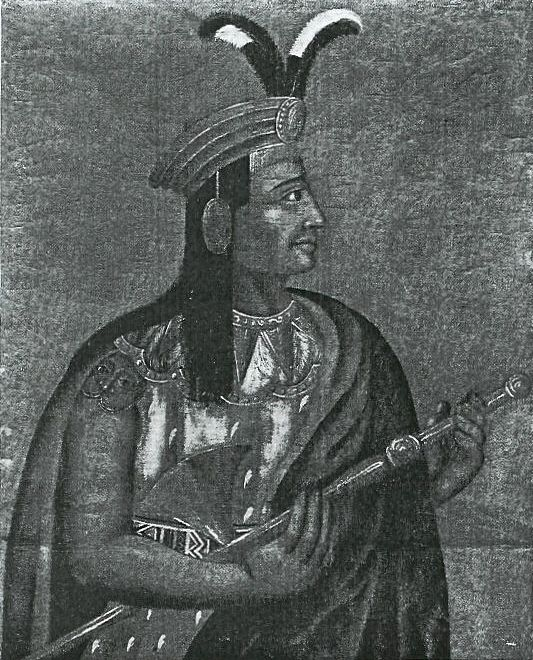
Atahualpa (ca. 1533)

Der Legende nach wurde Quito von einem Häuptling namens Quitumbe gegründet. Einer Version des Gründungsmythos zufolge überlebten Quitumbe und seine Lebensgefährtin Llira als einzige eine Sintflut, indem sie sich auf den Rucu Pichincha retteten. Nach dem Zurückgehen der Wasser wurden sie Stammvater und -mutter der Quitu. Nach einer anderen Version war Quitumbe Sohn des Häuptlings eines Volksstammes, der über das Meer zur Bucht von Caráquez in der heutigen Provinz Manabí kam. Hiernach gründete er zunächst die Stadt Tumbes und zeugte mit Llira, einer Huancavilca-Prinzessin von der Insel Puná einen Sohn, bevor er einer Feder folgend ins Andenhochland zog und dort, wo sich die Feder zu Boden senkte, eine Siedlung und ein Reich gründete.
Nach archäologischen Funden war die Quito-Hochebene seit etwa 1500 v. Chr. besiedelt, die bedeutendsten Funde gehen auf die sogenannte Cotocollao-Kultur zurück, eine sesshafte Ackerbaukultur, die bis etwa 500 n. Chr. auf der Hochebene nachgewiesen werden kann. Geschichtliche Daten aus dieser Zeit sind nicht bekannt. Im 14. und 15. Jahrhundert befanden sich im Guayllabamba-Becken mehrere Siedlungen mit lokalen Häuptlingen. Zwischen ihnen bestand im Bereich der heutigen Plaza San Francisco in der Altstadt von Quito ein großer, dauerhafter Markt (von den Spaniern später als Tianguez bezeichnet). Es ist nicht nachzuweisen, dass die Siedlungen einer einheitlichen politischen Herrschaft unterstanden; sie scheinen aber zum Teil durch Heirat verbunden gewesen zu sein. Die Bewohner des Nordteils des Beckens, von spanischen Chronisten wie Pedro de Cieza de León als Zambizas bzw. Quitos, Pillajos und Collaguazos bezeichnet, waren offenbar kulturell dem Bereich der weiter nördlich lebenden Cara zuzurechnen, während die im Süden lebenden Panzaleos sich von ihnen deutlich unterschieden. Der Handelsplatz war neben seiner wirtschaftlichen auch von strategischer Bedeutung, da er Begegnungspunkt andiner Völker mit den Quijos des Amazonastieflandes und den westlich der Anden lebenden Yumbo war.
Aus dieser strategischen Bedeutung entwickelte sich vermutlich nach der Eroberung durch die Inka und später die Spanier die Idee eines Großreiches im Norden, das dem Inkareich antagonistisch gegenübergestanden habe. Vor allem der Jesuit und Historiker Juan de Velasco (1727–1792) berichtet über ein Shyrireich genanntes Bündnis der Quitos, der Cara und anderer Stämme, deren Herrscherhaus sich im 14. Jahrhundert mit dem der Puruhá aus der heutigen Provinz Chimborazo vereinigte und dem sich im 15. Jahrhundert in der Verteidigung auch die Herrscher der Kañari anschlossen, so dass ein „Reich“ entstanden sei, das bis in den Norden des heutigen Peru (Paita, Piura) gereicht habe. Die Darstellung Velascos ist bereits von Federico González Suárez (1844–1917) und Jacinto Jijon y Caamaño (1890–1950) heftig kritisiert worden; die moderne Geschichtswissenschaft findet keine Belege für die Existenz eines solchen Großreiches.
Die Inka begannen vermutlich Mitte des 15. Jahrhunderts damit, die Ebene um Quito zu erobern, wobei die Bemühungen Túpac Yupanquis wohl am Widerstand vor allem der Siedlungen des nördlichen Bereiches scheiterten und erst unter Huayna Cápac um 1480 eine endgültige Eroberung gelang. Nach der von Velasco geprägten Überlieferung wurde Paccha, die Tochter des letzten Quito-Herrschers Cacha Duchicela, eine der Frauen Huayna Cápacs und Mutter von dessen möglicherweise in Quito geborenem Sohn Atahualpa. Unter Huayna Cápac blieb der Handelsplatz bestehen, und die heutige Altstadt Quitos wurde zum religiös-politischen Zentrum ausgebaut. Es wurde Herrschafts- und Gerichtssitz für den Bereich zwischen Riobamba im Süden und Otavalo im Norden und damit neben Cuzco und Cajamarca eine der wichtigsten Städte des Inka-Reiches. Die Herrschaftsstruktur über das Umland wurde auf den Ort hin zentralisiert, zur militärischen Kontrolle wurden Mitmaqkuna angesiedelt (u. a. Chacha, Kañari und Huancas).

### Kolonialzeit

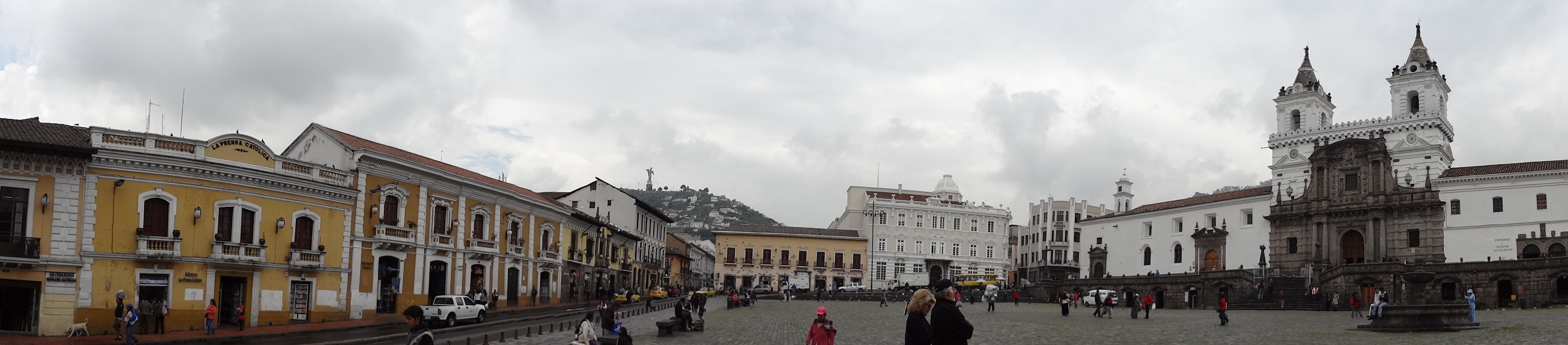
Der große Platz vor der Kirche San Francisco

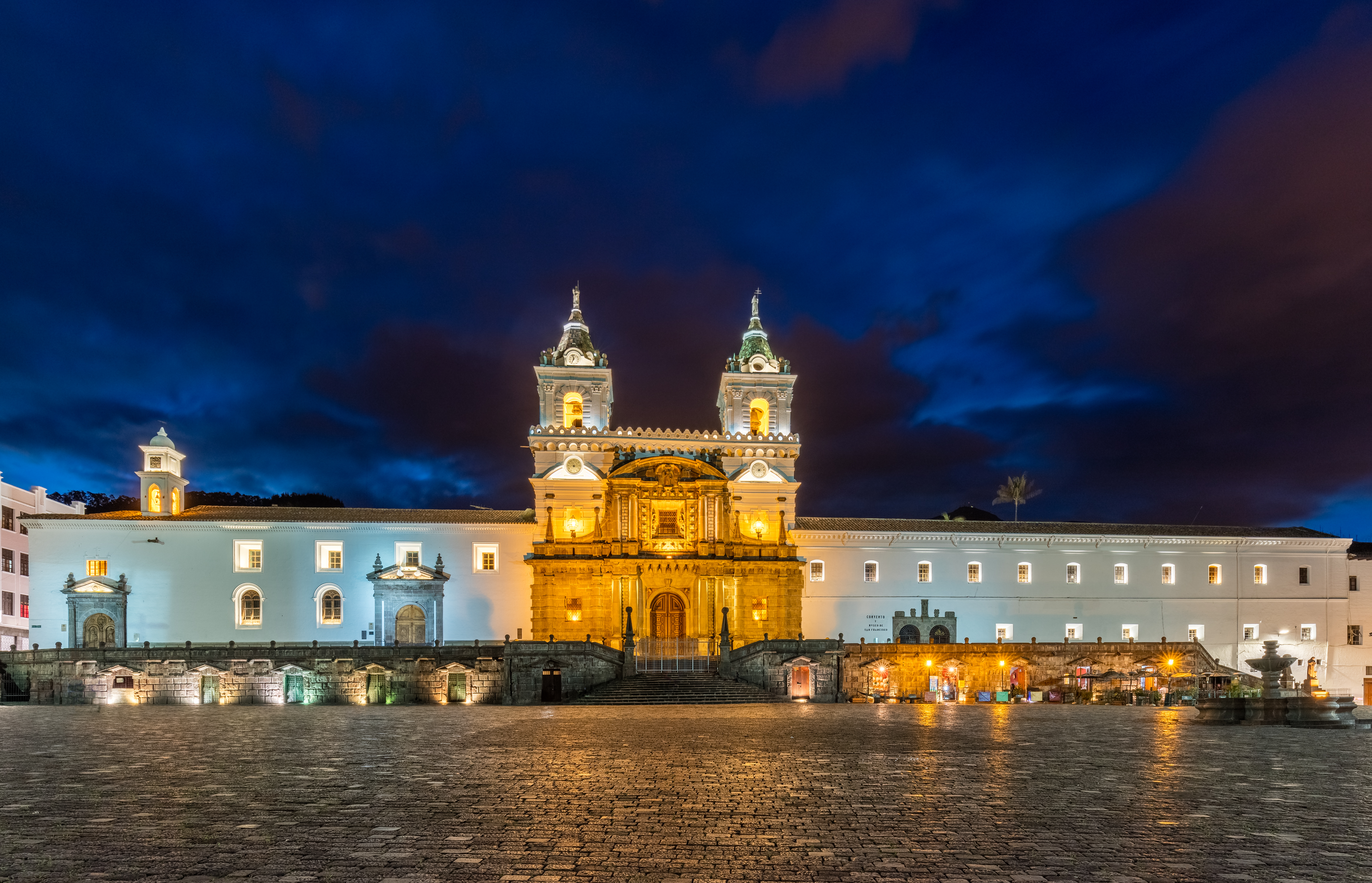
Fassade von San Francisco, erbaut seit 1535, Hauptteil nach Plänen von Juan de Herrera

Im Zuge der Konquista wurde 1534 auch das Andenhochland des heutigen Ecuador von den Spaniern erobert. Am 6. Dezember 1534 gründete der Konquistador Sebastián de Belalcázar in den Resten des alten Quito mit 202 weiteren Spaniern die Stadt San Francisco de Quito. 1541 unternahmen Gonzalo Pizarro und Francisco de Orellana von dort aus die Zimtland-Expedition in das Amazonasbecken östlich der Anden, in deren Verlauf Orellana über den Río Napo den Amazonas entdeckte, während Pizarro nach Quito zurückkehrte.

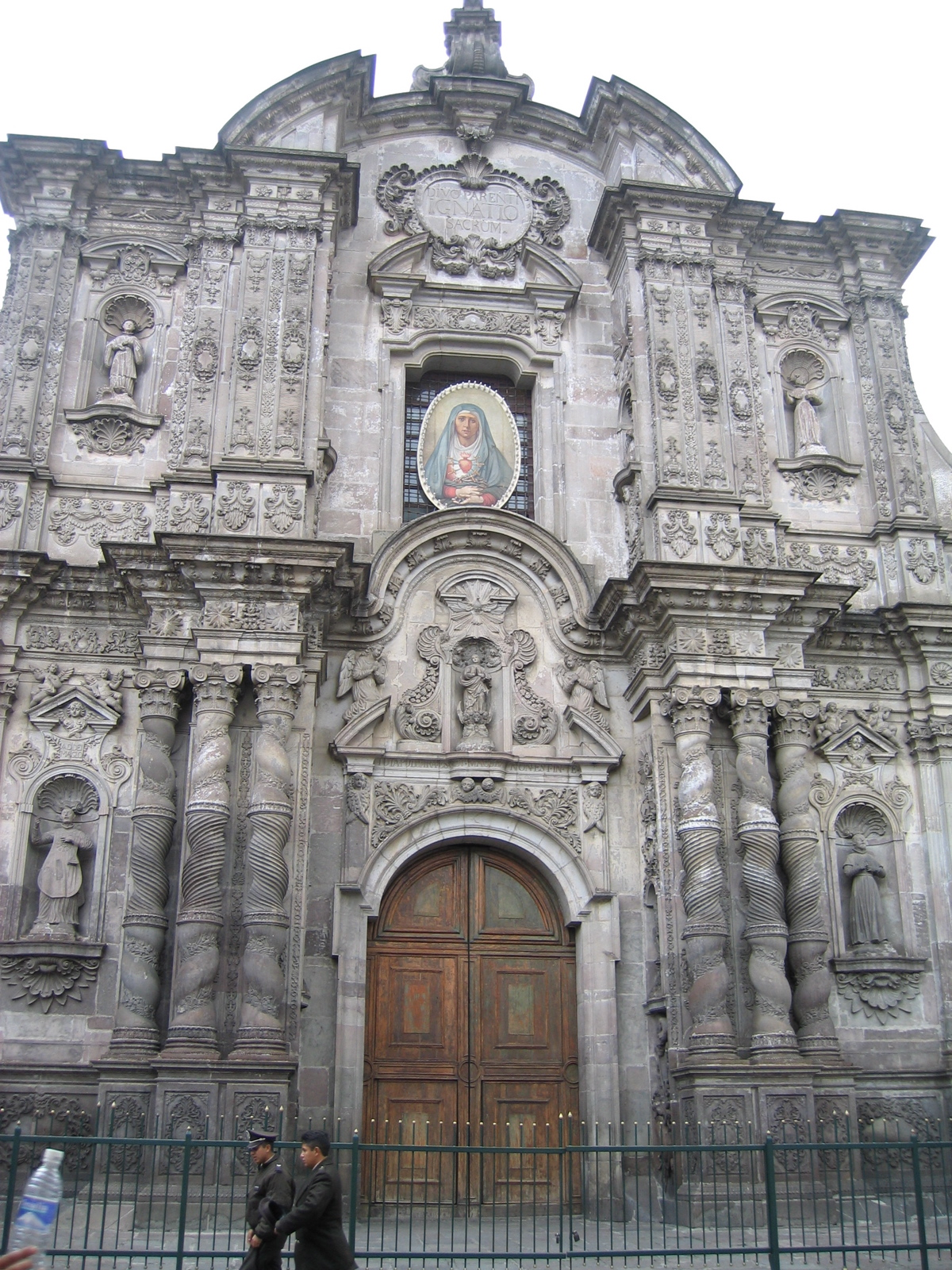
Kirche La Compañía de Jesús (der Jesuiten)

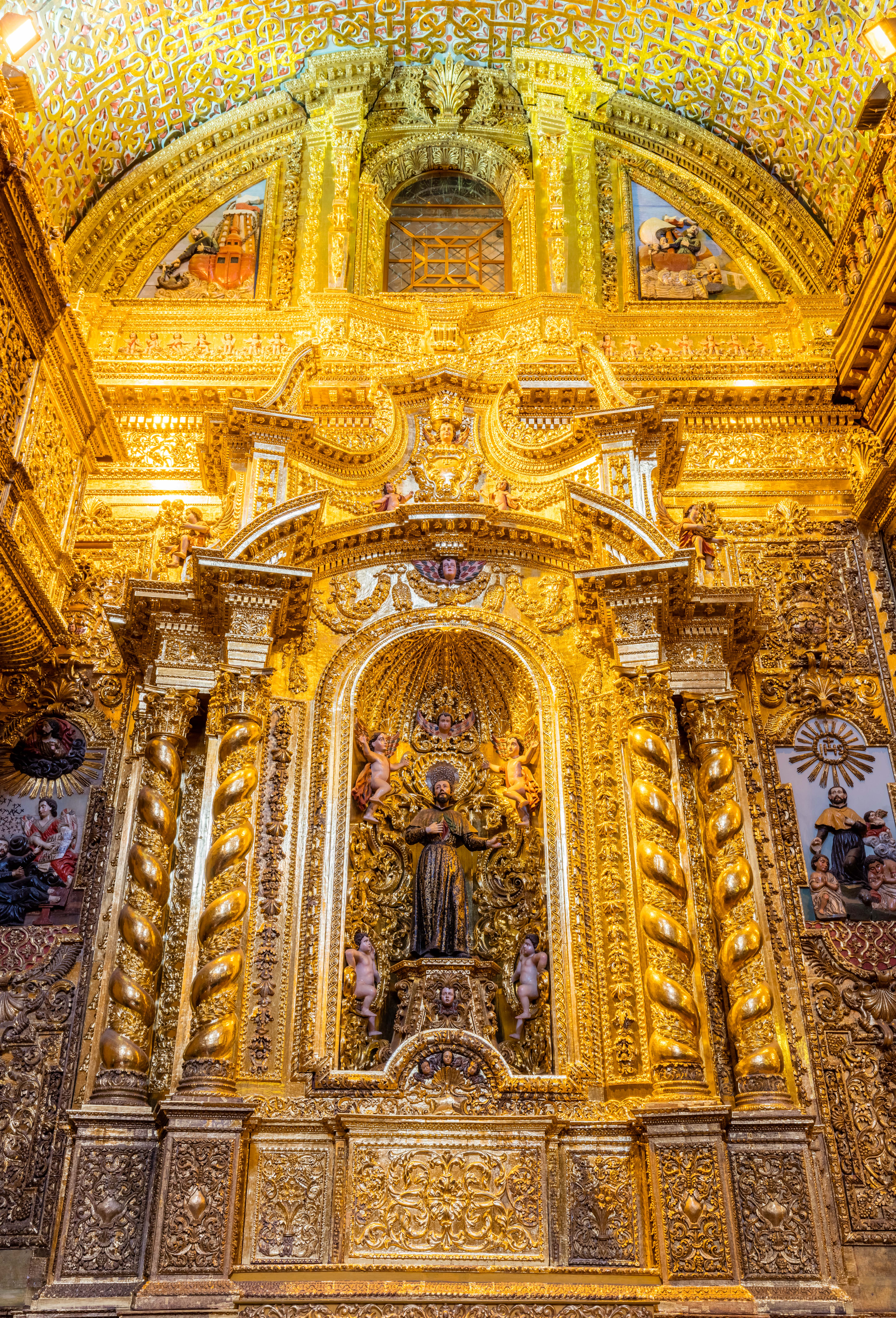
Kirche La Compañía de Jesús

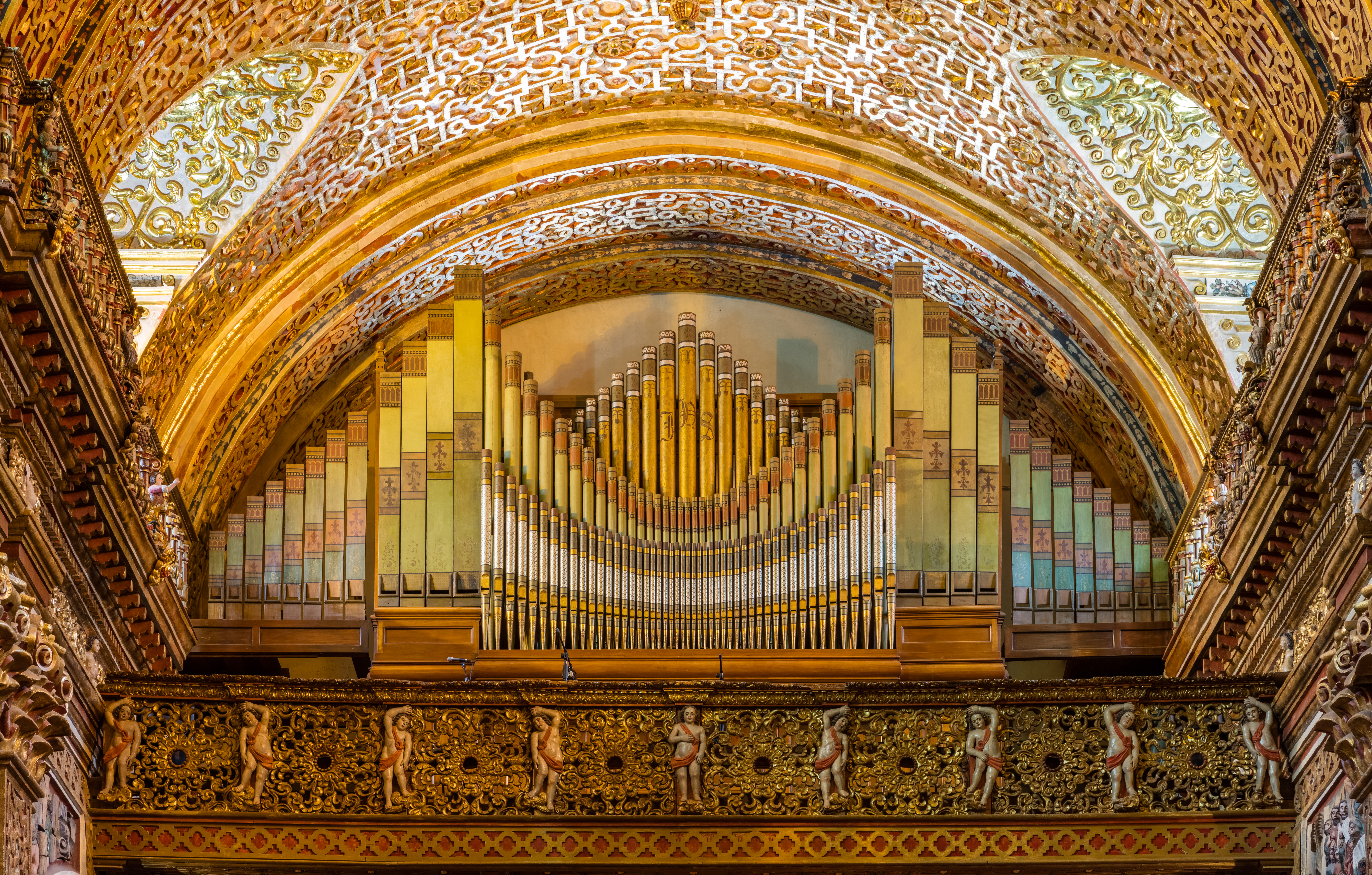
Kirche La Compañía de Jesús (der Jesuiten)

Im 16. Jahrhundert blieb Quito stets regionales Zentrum. 1563 richtete Philipp II. die Real Audiencia de Quito als oberstes Gericht für einen Bereich ein, der vom Süden des heutigen Kolumbien bis zum Norden des heutigen Peru und im Osten bis zur Mündung des Napo in den Amazonas reichte. Vorsitzender des Gerichts war der Gouverneur von Quito, der seinerseits dem Vizekönig von Peru bzw. später von Neugranada unterstand.
Die indigene Bevölkerung der Siedlungen des Umlandes wurde in Encomiendas bzw. Repartimientos zusammengefasst, ihre Dörfer blieben darin bestehen und nahmen zu; auch innerhalb der Stadt war die Ursprungsbevölkerung durch den weiter bestehenden Handelsplatz und Verpflichtungen zu Bautätigkeit und Dienstleistungen stets präsent. In den Randgebieten der Stadt lebten darüber hinaus ständig Indigene in „Reduktionen“. Mit ihrer Missionierung waren zunächst die Franziskaner beauftragt, im Laufe des 16. und 17. Jahrhunderts kamen mit den Dominikanern, den Mercedariern, den Augustinern und den Jesuiten weitere Orden hinzu, deren Mitglieder das gesellschaftliche Leben und deren Kirchen das Stadtbild prägten (und heute den bedeutendsten Teil des Weltkulturerbes Quitos ausmachen). Während der gesamten Kolonialzeit kontrastierte aber der urbane Charakter mit der landwirtschaftlichen Prägung vieler städtischer Flächen.
In der ersten Phase der spanischen Kolonialherrschaft entstand so eine duale Gesellschaft aus spanischen und spanischstämmigen Eroberern bzw. Grundbesitzern und Mönchen einerseits und indigenen Volksgruppen andererseits, die allerdings vielfach miteinander verbunden waren. Besonders die seit Beginn des 17. Jahrhunderts florierende Produktion von Wolltextilien sorgte für dauerhafte Verbindungen von Stadt und Land wie auch für ein rasches Stadtwachstum, da sie sowohl spanische Hidalgos als auch indigene Arbeitskräfte in die Stadt und ihr Umland zog.
Zu Beginn des 18. Jahrhunderts trat die Wirtschaft Quitos in eine langsame, sich über das gesamte Jahrhundert hinziehende und verschärfende Krise ein, die ihre wichtigste Ursache in zunehmend restriktiver Abgaben- und Handelspolitik des in finanzielle Engpässe geratenen spanischen Staates gegenüber seinen Kolonien hatte. In Quito hatte dies zur Folge, dass viele für den Export produzierende Wollwebereien geschlossen werden mussten. Die Dynamik des Stadtwachstums nahm deutlich ab und kam zum Erliegen. Ein Ausdruck der Unzufriedenheit mit der zunehmenden Abgabenlast war die Estanco-Rebellion im Jahr 1765 gegen ein neues staatliches Alkohol- und Tabakmonopol, ein Aufstand der kreolischen und später auch der indigenen Bevölkerung in den Vierteln Quitos, der aber letztlich ohne Folgen blieb.
Zwischen 1737 und 1743 besuchte die französisch-spanische Geodätische Mission unter Leitung von Charles Marie de La Condamine Quito, um die genaue Lage des Äquators zu bestimmen und Erkenntnisse über die Form der Erde zu gewinnen. Trotz dieses auswärtigen Einflusses schottete sich Quito im 18. Jahrhundert zunehmend von neuen Ideen und internationalem Handel ab; konservative Aristokraten und die katholischen Orden dominierten das Geistesleben. Bedeutendster Kritiker jener Verhältnisse war Eugenio Espejo, der die Ideen der Aufklärung dem lateinamerikanischen Kontext anpasste und sie zu verbreiten suchte.
Im Zusammenhang der Französischen Revolution und der Napoleonischen Kriege in Spanien kam es im August 1809 zu einer Revolution in Quito, die den spanischen Gouverneur ab- und eine Junta unter Führung von Juan Pío Montúfar einsetzte. Hintergrund der „Revolution“ war nicht der Kampf für die Ideen der Französischen Revolution, sondern eher die Furcht, die Napoleonischen Kriege könnten auch in Quito zu deren Umsetzung führen. Die führenden Köpfe der Erhebung zeigten sich der spanischen Krone treu ergeben und suchten eher Veränderungen zu verhindern als sie zu befördern. Allerdings sollte die einheimische Oberschicht aus Mestizen gegenüber aus Spanien entsandten Verwaltern mehr Einfluss erhalten. Der Kampf für den Einfluss der Mestizen-Oberschicht war auch wichtiger Beweggrund der folgenden Kriege um die Unabhängigkeit, die für Quito schließlich nach der gewonnenen Schlacht am Pichincha am 24. Mai 1822 eintrat.

### Hauptstadt Ecuadors
In der unter Simón Bolívar neu gegründeten Republik Großkolumbien war Quito zunächst Hauptstadt des sogenannten Departamento del Sur, ehe dieses 1830 aus dem Bund austrat und sich als Republik Ecuador mit Hauptstadt Quito konstituierte.
Während des 19. Jahrhunderts bildeten Quito und die nördliche Andenregion den Rückhalt für konservative, kirchentreue politische Kräfte, während die Küstenregion um Guayaquil für säkularere und freihandelsfreundlichere Tendenzen stand. Die politische Landschaft war von sogenannten Caudillos geprägt, Militärs, die als Politiker agierten, oder Politiker, die militärischen Rückhalt besaßen. Dies führte dazu, dass die Hauptstadt Schauplatz zahlreicher Staatsstreiche wurde. Die einschneidendsten dieser Machtwechsel waren die „Märzrevolution“ von 1845, die „Nationale Krise“ der Jahre 1859/60 und die „Liberale Revolution“ seit 1895. In der „Märzrevolution“ stürzte ein Triumvirat aus Guayaquil um José Joaquín de Olmedo den eher in der Andenregion unterstützten, aus dem heutigen Venezuela stammenden Präsidenten Juan José Flores. Im Bürgerkrieg von 1859/60 setzte sich der in Guayaquil geborene, aber in Quito aufgewachsene klerikal-konservative Gabriel García Moreno im Bündnis mit Flores gegen eher liberale Truppen um Francisco Robles, José María Urbina und Guillermo Franco durch. Er errichtete daraufhin ein von vielen als Diktatur angesehenes klerikal-autoritäres Regime, das seinen symbolischen Höhepunkt in einer Zeremonie am 24. März 1874 in der Kathedrale von Quito fand, in der García Moreno und der Erzbischof von Quito, José Ignacio Checa, die Republik Ecuador offiziell dem Herzen Jesu weihten. Das Regime García Morenos, das die Bildungs- und Infrastrukturausstattung Ecuadors deutlich verbesserte, endete mit der Ermordung des Präsidenten 1875. 1877 wurde Erzbischof Checa durch mit Strychnin versetzten Karfreitags-Messwein vergiftet. Als Ergebnis folgender 20-jähriger Instabilität gelang es dem General Eloy Alfaro, in der „Liberalen Revolution“ seit 1895 ein umfassendes Säkularisierungs- und Modernisierungsprogramm umzusetzen. Alfaro wurde 1912 nach einem gescheiterten Staatsstreich, den er gegen seinen Nachfolger Emilio Estrada unternommen hatte, von einer Menschenmenge aus dem Gefängnis gezerrt, ermordet und im Ejido-Park verbrannt.
Die Ära des Liberalismus in Ecuador fand ein erstes Ende in der „Julirevolution“ von 1925, einem Putsch von Militärs mittleren Ranges. Da während der liberalen Revolution ein stehendes Heer und damit von einzelnen Führern emanzipierte Streitkräfte geschaffen worden waren, waren Putsche seit der Julirevolution nicht mehr von Caudillos, sondern von Militärjuntas getragen und endeten in der Regel in der Übergabe der Macht an einen zivilen Präsidenten. Im Rahmen der sogenannten „Glorreichen Revolution“ von 1944 spielten erstmals Großdemonstrationen eine bedeutende Rolle bei einem Präsidentensturz, als Arroyo nach Massenprotesten zurücktrat und José María Velasco Ibarra sein Nachfolger wurde. Velasco, ein wertkonservativer Politiker mit Rückhalt in der Andenregion, der aber zu Beginn der liberalen Partei angehörte und ein begnadeter Redner und Populist war, wurde insgesamt fünfmal Präsident und viermal von Militärs gestürzt. Der letzte Sturz Velasco Ibarras im Februar 1972 leitete die neunjährige Militärdiktatur in Ecuador ein. Im September 1975 kam es zu einem Gefecht rivalisierender Generäle um den Präsidentenpalast, als Raúl González Alvear versuchte, aus einem gegenüberliegenden Bestattungsinstitut heraus den amtierenden Rodríguez Lara zu stürzen, der sich aber mit Hilfe des Marineadmirals Alfredo Poveda verteidigen konnte, welcher 1976 auf unblutige Art sein Nachfolger wurde. Das Scharmützel forderte 17 Todesopfer und 80 Verletzte unter den Soldaten und beschädigte den Präsidentenpalast schwer.
Seit den 1970er Jahren wurden die Erdölvorkommen in der ecuadorianischen Amazonasregion systematisch ausgebeutet, was besonders in den Zeiten der Ölkrise zu schnell steigenden Staatseinnahmen und einem wirtschaftlichen Schub für Quito, das zum Zentrum der Erdölwirtschaft wurde, sorgte. Der Staats- und Verwaltungsapparat wuchs schnell, ausländische Investitionen führten zu zusätzlichem Wirtschaftswachstum. Dies zog große Gruppen von Immigranten aus den umliegenden Provinzen an und verstärkte die seit den 1940er Jahren stattfindende Landflucht in die ecuadorianischen Großstädte.
Auch nach der Rückkehr zur Demokratie 1978/79, der eine Wirtschaftskrise durch den Verfall der internationalen Erdölpreise folgte, hielt das Bevölkerungswachstum an. Die Bevölkerung Quitos verstärkte seither ihren Ruf einer „rebellischen Stadt“, da wiederholt Großdemonstrationen und Generalstreiks zum Sturz von Präsidenten führten: 1997 wurde Abdalá Bucaram zum Rücktritt gezwungen, 2001 Jamil Mahuad gestürzt und 2005 Lucio Gutiérrez abgesetzt.

### Einwohnerentwicklung
Die Einwohnerzahl stieg insbesondere in den ersten beiden Jahrhunderten nach der Stadtgründung schnell an, nachdem die Stadt ihre zentrale Funktion konsolidiert hatte und die Wirtschaft florierte. Für die ersten beiden Jahrhunderte weisen die in untenstehender Tabelle zusammengefassten zeitgenössischen Angaben nur spanische und spanischstämmige Bewohner aus, nicht indigene (in welcher Weise Mestizen berücksichtigt wurden, ist nicht zu klären). Seit der Mitte des 18. Jahrhunderts ging die Bevölkerungszahl zunehmend zurück, was einerseits mit einer Stadtflucht infolge der durch das Textilexportverbot und die Webereischließungen bedingten Wirtschaftskrise erklärt wird und andererseits mit Krankheiten und Seuchen und erhöhter Sterblichkeit durch die Unabhängigkeitskriege zu Beginn des 19. Jahrhunderts. Die gesunkene Bedeutung der Stadt gegenüber dem ländlichen Ecuador und die Vorherrschaft der Landwirtschaft waren bis ins 19. Jahrhundert für die Entwicklung Quitos prägend. Erst die Epoche der Liberalen Revolution und insbesondere der Bau der Eisenbahn nach Quito führten zu bedeutendem Bevölkerungswachstum, in erster Linie als Folge von Migration in die Hauptstadt. Das Bevölkerungswachstum beschleunigte sich parallel zur Landflucht seit den 1930er Jahren und fand seit den 1970er Jahren seinen Höhepunkt, als Quito als Erdölmetropole erneut an wirtschaftlichem Protagonismus gewann.
| Jahr | Einwohner |
| ---- | --------- |
| 1534 | 205       |
| 1650 | 3.500     |
| 1748 | 58.000    |
| 1858 | 27.900    |
| 1886 | 39.600    |
| 1906 | 51.526    |

| Jahr | Einwohner |
| ---- | --------- |
| 1922 | 80.702    |
| 1936 | 101.192   |
| 1947 | 187.077   |
| 1950 | 209.932   |
| 1962 | 354.746   |
| 1974 | 599.828   |

| Jahr | Einwohner |
| ---- | --------- |
| 1982 | 866.472   |
| 1990 | 1.100.847 |
| 2001 | 1.399.378 |
| 2010 | 1.619.146 |

### Stadtwachstum

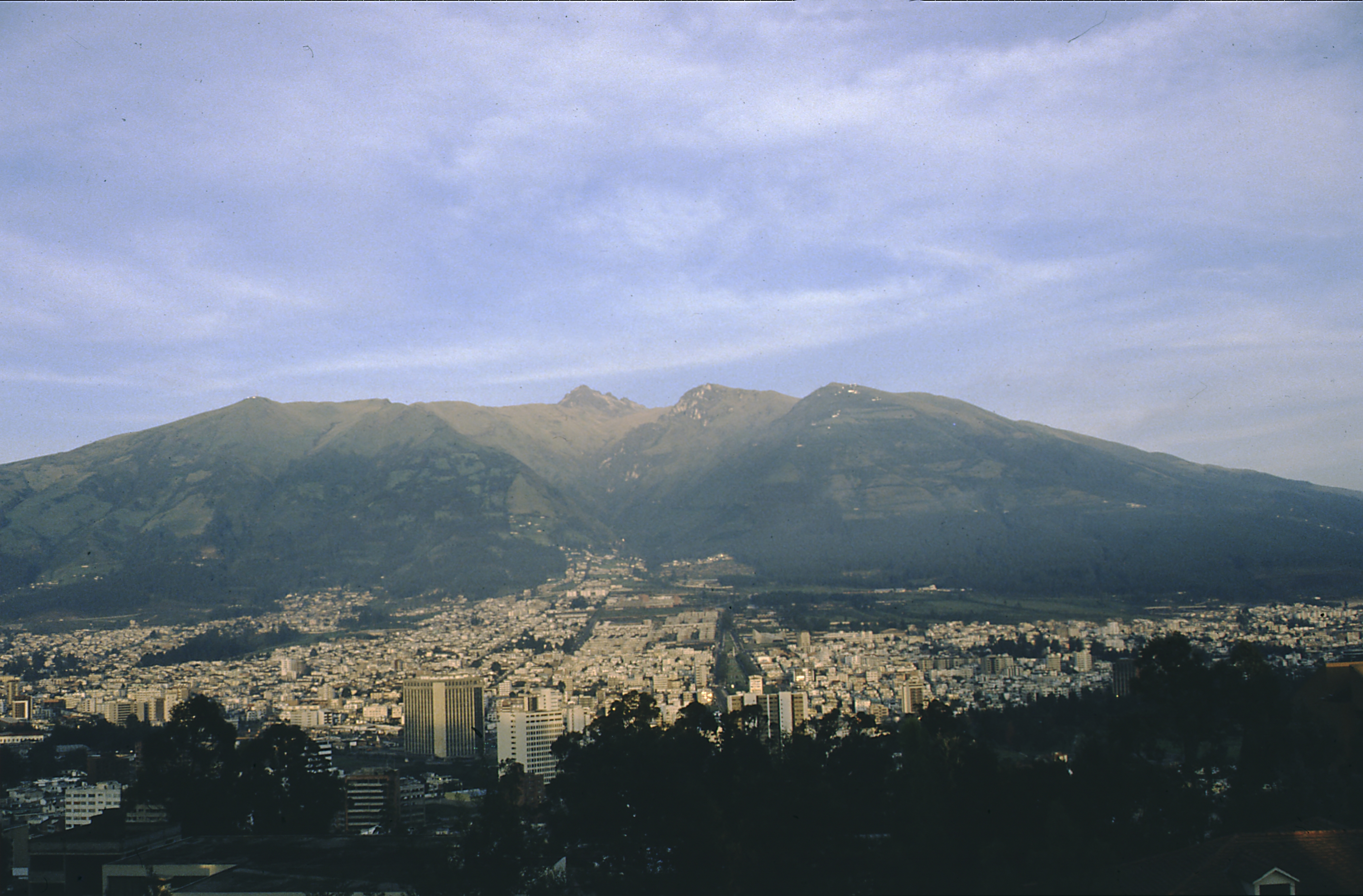
Das moderne Quito mit dem Rucu Pichincha, 1985

Die Stadt wurde 1535 im Zentrum der heutigen Altstadt auf einer Fläche von ca. 17,5 ha gegründet. Der erste Gouverneur, Belalcázar, folgte bei der Anlage der Straßen rigoros dem von der spanischen Krone vorgegebenen Muster rechteckiger Straßen, was sich noch heute in den zum Teil extrem steilen Straßenverläufen in der Altstadt von Quito bemerkbar macht. Die heutige Plaza de Independencia übernahm dabei die Rolle der Plaza de Armas. Ganze Planquadrate der Stadt wurden religiösen Orden zur Errichtung von Klöstern und Kirchen übertragen. Der im ersten Jahrhundert der Stadtgeschichte entstandene Grundriss blieb in den nächsten Jahrhunderten weitgehend unverändert und erfuhr kaum Erweiterungen. Bis ins 19. Jahrhundert hinein blieb das Stadtgebiet weitgehend auf die koloniale Altstadt bzw. das Gebiet zwischen dem Ejido-Park im Norden und der heutigen Avenida 24 de Mayo (damals „Jerusalem-Schlucht“ genannt und inzwischen verfüllt) im Süden begrenzt und nahm damit eine Fläche von etwa 1,6 km² ein.
Ein umfassender Modernisierungsprozess in Form von Elektrifizierung, Wasserversorgung und Asphaltierung der Straßen setzte erst im 20. Jahrhundert ein. Er hinkte aber hinter dem massiven Stadtwachstum her, das sich seit den 1930er Jahren beschleunigte und in den 1970er Jahren seinen Höhepunkt fand, als Quito durch die Erschließung der Erdölvorkommen im Amazonastiefland und dem daraus finanzierten rapiden Ausbau des Staatsapparats erneut an wirtschaftlichem Protagonismus im Vergleich zu Guayaquil gewann.
Das Wachstum der Stadtfläche ist als Folge der seit der Liberalisierung beginnenden und sich im 20. Jahrhundert verstärkenden Landflucht insbesondere aus den umliegenden Provinzen und Regionalzentren zu sehen. Erst durch das damit einhergehende Bevölkerungswachstum entstanden große Teile des heute bebauten Quitos. Die gesamten Gebiete nördlich des Ejido-Parks und südlich des kolonialen Zentrums wurden erst seit den 1930er Jahren, meist sogar erst weit nach der Jahrhundertmitte urbanisiert.
Die Landflucht hatte seit den 1960er Jahren besonders die Bildung von Marginalsiedlungen auf großer Fläche vor allem im Süden der Stadt, aber auch in peripheren Lagen im Norden zur Folge. Nördlich des alten Zentrums bildeten sich dagegen neue Wohn- und Geschäftsviertel mittlerer und höherer Einkommensklassen, während das koloniale Zentrum von der Oberschicht verlassen und von armen Einwanderern bewohnt wurde.
Das nominelle Stadtgebiet wuchs durch Eingliederung umliegender ländlicher Gebiete seit Beginn des 20. Jahrhunderts in zuvor ungekanntem Ausmaß von ca. 2 km² (1904) auf 12,8 km² (1959) und 61 km² (1975) bzw. 290 km² (2004).
Große Teile dieses Gebiets besonders im Norden wurden zunächst unbesiedelt und auch zu spekulativen Zwecken dem Stadtgebiet eingegliedert, so dass die Bevölkerungsdichte trotz steigender Einwohnerzahlen seit den 1950er Jahren stagnierte, ja sogar abnahm.

### Religionen

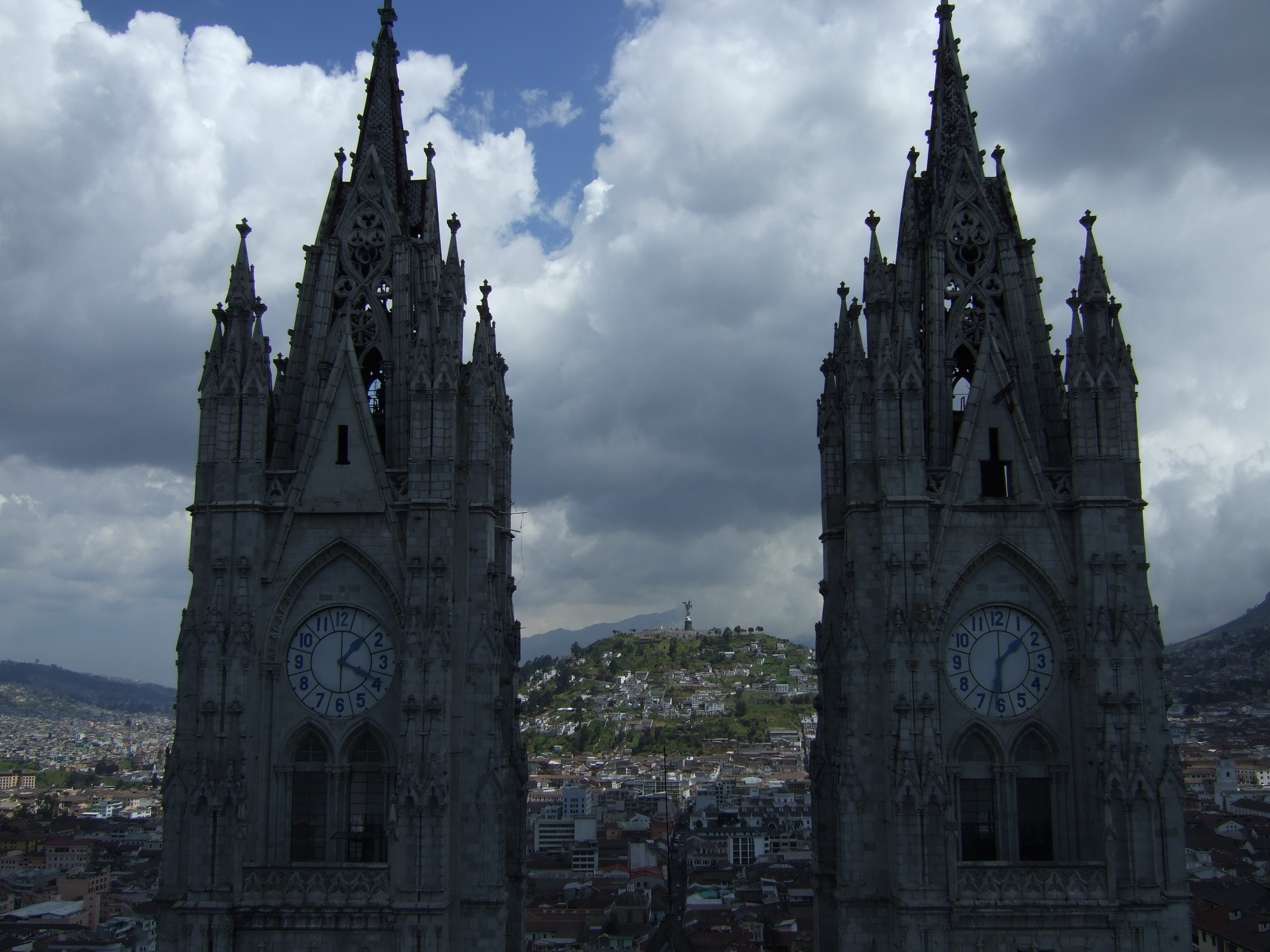
Die Basilika mit der Virgen im Hintergrund

Aufgrund seiner Kolonialvergangenheit und der starken Präsenz katholischer Orden ist Quito eine stark vom römisch-katholischen Glauben geprägte Stadt. Quito ist Sitz des Erzbistums Quito und der Katholischen Bischofskonferenz Ecuadors. Schätzungen zufolge sind 90 % der Ecuadorianer zumindest formal Mitglieder der katholischen Kirche, eine Zahl, die auch auf Quito zutreffen dürfte. Zum Erzbistum Quito, das den Osten der Provinz Pichincha umfasst (die politischen Kantone Quito, Mejía, Rumiñahui, Pedro Moncayo und Cayambe), gehören mehr als 150 Pfarrgemeinden, die meisten davon im Bereich der Stadt und des Metropoldistrikts Quito. Eine von ihnen ist die deutsche Pfarrgemeinde San Miguel Arcángel de los Católicos de Habla Alemana. In Quito gibt es daneben acht aktive Klöster, ein neuntes befindet sich im benachbarten Pomasqui.
Neben der Vielzahl katholischer Kirchen gibt es in Quito aber auch Anhänger und Gotteshäuser der übrigen Weltreligionen, darunter Moslems, Juden, Buddhisten und andere christlicher Kirchen, insbesondere verschiedener evangelisch-freikirchlicher Konfessionen, der Adventisten und der in Lateinamerika stark expansiven Religionsgemeinschaft Igreja Universal do Reino de Deus.
Römisch-katholischer Glaube und Rituale sind mitunter mit Elementen ursprünglicher andiner Kosmovision (kosmosbezogene Weltanschauung) verbunden, da im Zuge der Missionierung vielfach ursprüngliche Glaubensinhalte mit christlichen Entsprechungen angereichert bzw. überbaut wurden.

## Politik

### Stadtregierung und -verwaltung

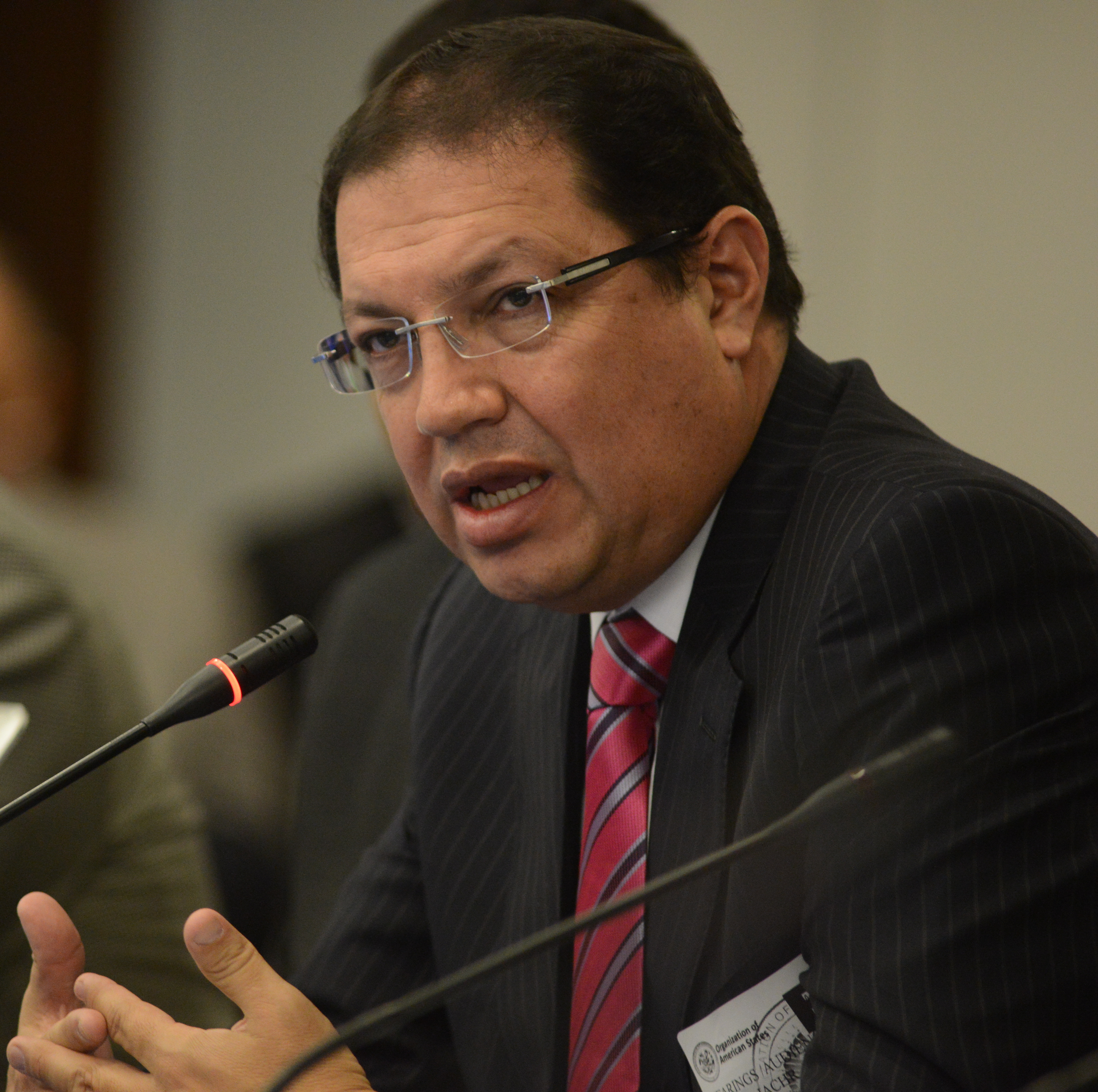
Bürgermeister Santiago Guarderas

Die Regierung des Distrito Metropolitano de Quito wird vom direkt gewählten Bürgermeister, seit dem 30. September 2021 Santiago Guarderas, und vom Stadtrat, dem Concejo del Distrito Metropolitano de Quito, gebildet.
Die 15 Mitglieder des Stadtrates setzen sich seit den letzten Wahlen 2007 wie folgt zusammen: Izquierda Democrática 8, Quito en Acción 2, PRIAN 1, Partido Sociedad Patriótica 1, Partido Social Cristiano 1, Movimiento PAÍS 1, Bündnis aus ID und Pachakutik 1.
Politisch war die Hauptstadt wie die Andenregion Ecuadors im 20. Jahrhundert meist konservativ regiert. Die Konservative Partei stellte bis in die 1960er Jahre die meisten Bürgermeister, verlor seitdem aber zunehmend an Einfluss und ist heute bedeutungslos. An ihre Stelle trat zunächst die ebenfalls konservative, aber weniger an die traditionellen Eliten gebundene Sozial-Christliche Partei unter Sixto Durán Ballén. Als sich diese in den 1980er Jahren zunehmend zur Partei der Unternehmerschicht Guayaquils entwickelte, traten die von Osvaldo Hurtado geführte christlich-demokratische Democracia Popular und die sozialdemokratische Izquierda Democrática ihre Nachfolge als dominierende Parteien in Quito an. Seit dem Zerfall der Democracia Popular im Zusammenhang mit dem Sturz des Staatspräsidenten und ehemaligen Bürgermeisters von Quito, Jamil Mahuad, ist die Izquierda Democrática die lokal dominierende Partei. Ihr gehört auch Bürgermeister Paco Moncayo an, der in Ecuador als General im Cenepa-Krieg gegen Peru (1995) bekannt wurde.
Der Bürgermeister ist das Oberhaupt der Stadtverwaltung, die aus verschiedenen unabhängigen Organen und fünf Verwaltungsabteilungen besteht. Einige der Verwaltungsabteilungen haben dabei die Hoheit über städtische Unternehmen und Körperschaften: Dem Sekretariat für Soziale Wohlfahrt unterstehen die städtische Feuerwehr sowie die Verbände für Sicherheit und Zusammenleben und für Gesundheit sowie die Stiftungen, die das Sucre-Nationaltheater und das Stadtmuseum betreiben und die soziale Stiftung Patronato San José. Dem Sekretariat für wirtschaftliche Entwicklung unterstehen das Stadtunternehmen für technische Ausstattung und Verwaltungseffizienz (Empresa Metropolitana de Rastro EMR-Q) und die Verbände für den Flughafen und die zollfreie Zone, für Tourismus, für Wirtschaftsförderung und Wettbewerbsfähigkeit sowie die Stiftungen für den Technologiepark und für den Kabinenlift TelefériQo. Das Territorialentwicklungs-Sekretariat führt die Stadtunternehmen für Trinkwasser und Kanalisation (EMAAP), für Abfallentsorgung (EMASEO), für Öffentliche Bauten (EMOP), für Verkehrsdienstleistungen und -verwaltung (EMSAT), das Stadtentwicklungsunternehmen (EMDUQ, u. a. für Parkplatzbau) und den als Unternehmen organisierten Fonds zur Bewahrung des Kulturerbes (FONSAL) sowie die Verbände für Umwelt Vida para Quito und für Luftverbesserung (Corpaire, v. a. Kraftfahrzeugprüfung).
Daneben existiert der Cabildo Quiteño (wörtlich ebenfalls Stadtrat oder traditionell Domkapitel) als dezentraler organisiertes Partizipationsorgan. Hier sind unter dem Vorsitz des Bürgermeisters Vertreter als Zonen des Distrito Metropolitano bzw. über diese Vertreter der Kirchspielsversammlungen vertreten. Der Cabildo hat vor allem im Bereich von Stadtverordnungen und Landnutzung ein Mitspracherecht.

### Frühere Bürgermeister
- Jorge Yunda (Unión Ecuatoriana, 2019–2021)
- Mauricio Rodas (SUMA, 2014–2019)
- Augusto Barrera (PAIS, 2009–2014)
- Andrés Vallejo (ID, 2009)
- Paco Moncayo (ID, 2000–2009)
- Roque Sevilla (DP, 1998–2000)
- Jamil Mahuad (DP, 1992–1998)
- Rodrigo Paz (DP, 1988–1992)
- Gustavo Herdoíza (1984–1988)
- Álvaro Pérez (Partido Liberal[22], 1980–1984)
- Sixto Durán Ballén (PSC, 1972–1980)
- Jaime del Castillo Álvarez (1968–1972)
- Julio Moreno Espinoza (1960–1968)
- Carlos Andrade Marín (1956–1960)
- Jacinto Jijón y Caamaño (1940–1944)

### Wappen

Wappen Quitos

Das Wappen der Stadt Quito wurde durch eine am 14. März 1541 in Talavera ausgefertigte Urkunde Kaiser Karls V. (als Karl I. König von Spanien) vergeben.
Hierin wurden Quito die Stadtrechte verliehen und das bis heute verwendete Wappen festgelegt. Das Wappen stellt demnach dar: „ein Schloss aus Silber zwischen zwei Hügeln oder Felsen mit einem Graben von grüner Farbe am Fuß eines jeden, und außerdem über dem genannten Schloss ein Kreuz aus Gold mit seinem grünen Fuß, welches in den Händen zwei schwarze Adler mit goldenen Rissen, einer in der rechten Hand und einer in der linken, zum Flug erhoben, das gesamte Feld rot und als Borte eine Kordel des Heiligen Franziskus in Gold auf blauem Feld.“
Nach einer Studie des Historikers und Stadtrats von Quito Pedro Pablo Traversari aus dem Jahre 1914 ist die älteste erhaltene Darstellung des Wappens diejenige am Augustinerkonvent, die aus dem Jahr 1573 stamme.

### Städtepartnerschaften
Quito unterhält Städtepartnerschaften mit folgenden Städten, jedoch keine einzige mit einer deutschen Stadt:
- Louisville (Kentucky), Vereinigte Staaten (1984)
- Asunción, Paraguay (1995)
- Belo Horizonte, Brasilien (1995)
- Saint-Denis (Seine-Saint-Denis), Frankreich (1995)
- San Salvador, El Salvador (1996)
- Lima, Peru (1997)
- Managua, Nicaragua (1997)
- Montreal, Kanada (1997)
- Antigua Guatemala, Guatemala (1998)
- La Paz, Bolivien (1999)
- Cumaná, Venezuela (2002)
- Havanna, Kuba (2003)
- Valparaíso, Chile (2003)
- Coro, Venezuela (2004)
- Guarulhos, Brasilien (2004)
- Krakau, Polen (2004)
- Santa Cruz de la Sierra, Bolivien (2004)
- Barcelona, Spanien (2005)
- Medellín, Kolumbien (2006)
- Moskau, Russland (2006)
- Rio de Janeiro, Brasilien (2006)
- Bogotá, Kolumbien (2008)
- Cienfuegos (Stadt), Kuba (2008)
- Mexiko-Stadt, Mexiko (2009)
- Tegucigalpa, Honduras (2010)
- Sucre, Bolivien (2012)
- Toronto, Kanada (2012)

## Sehenswürdigkeiten

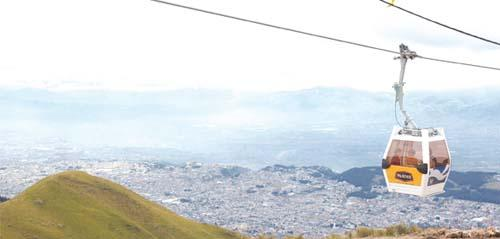
Die Gondelbahn TelefériQo im Westen der Stadt

Quito besitzt eine große koloniale Altstadt mit zahlreichen bedeutenden Bauten und Denkmälern, vor allem Klöster und Kirchen im Stil des kolonialen Barock, wie die Jesuitenkirche La Compañía und die Kirche San Francisco des Franziskanerkonvents. Alt-Quito ist als erste Stadt überhaupt 1978 in die Liste des UNESCO-Weltkulturerbes aufgenommen worden.
In der nördlich des Ejido-Parks gelegenen Neustadt (Mariscal) befinden sich unter anderem das Nationalmuseum der ecuadorianischen Zentralbank und zahlreiche Restaurants.
Seit 2005 führt im Westen der Stadt eine Gondelbahn, der TelefériQo, eine Flanke des Pichincha hinauf bis auf knapp 4.000 m. Von dort aus hat der Besucher einen Ausblick auf Stadt und Bergpanorama. Im Komplex der Talstation befindet sich ein Freizeitpark.

### Bilder von Quito

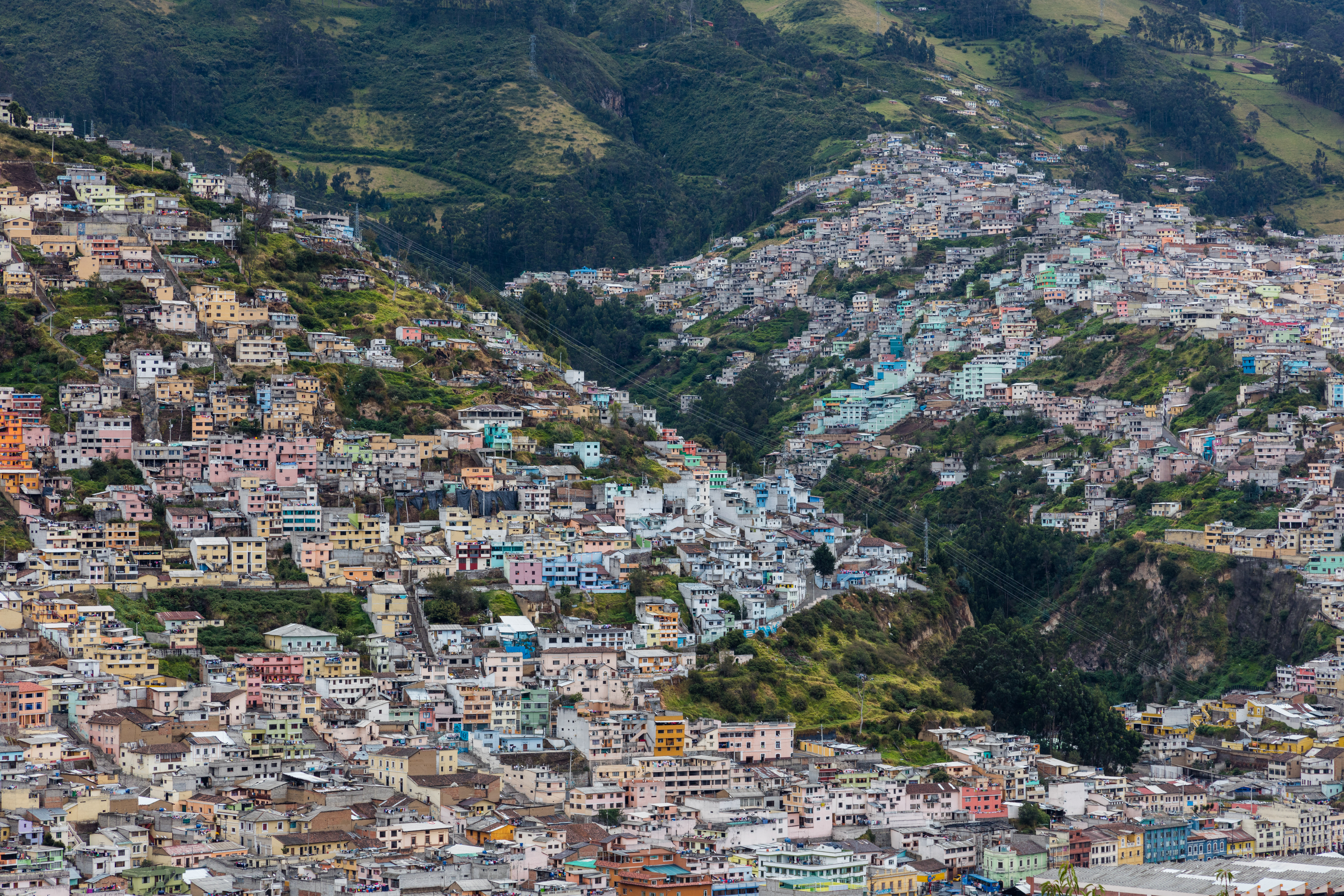
Buntes Stadtviertel über der Stadt
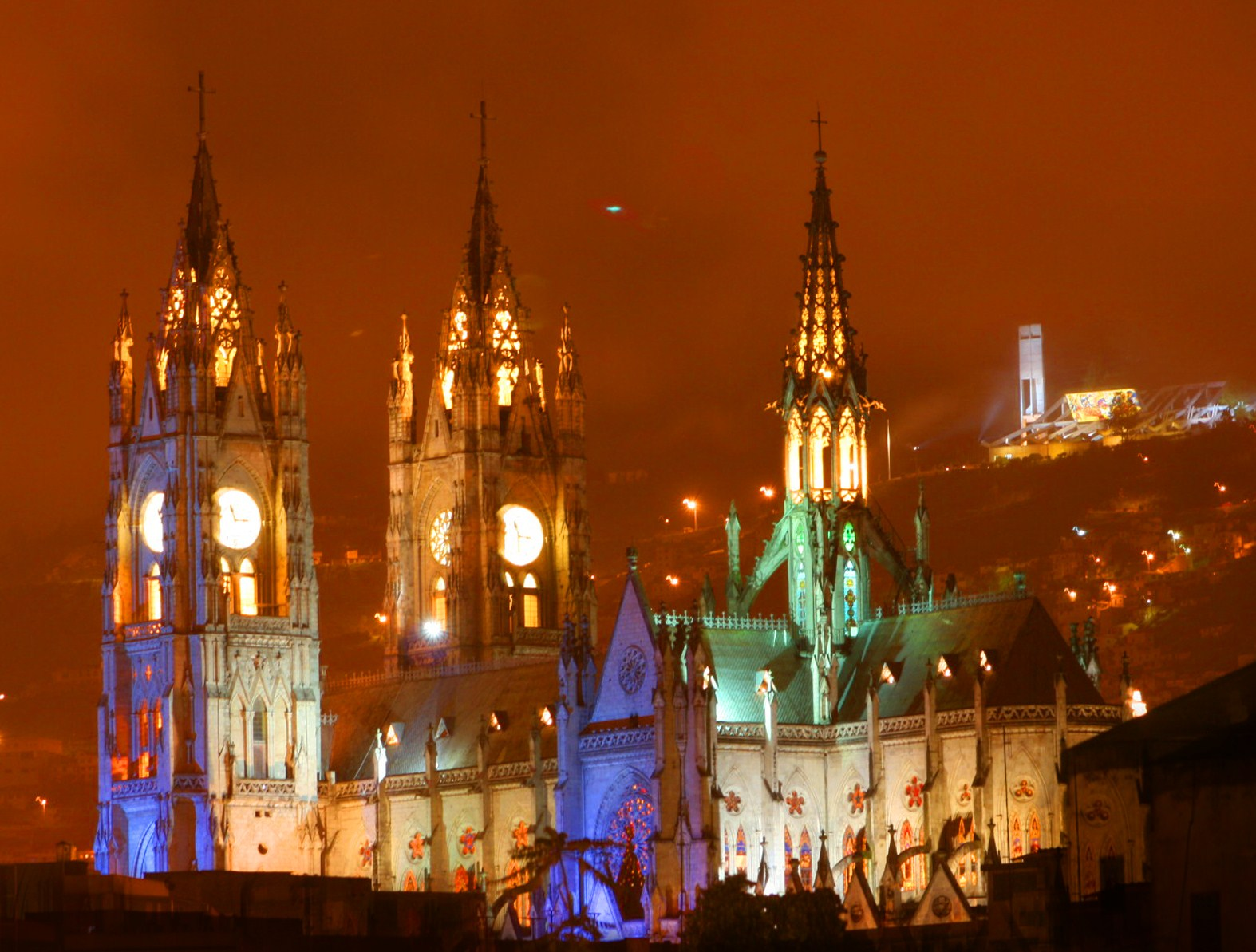
Basílica del Voto Nacional
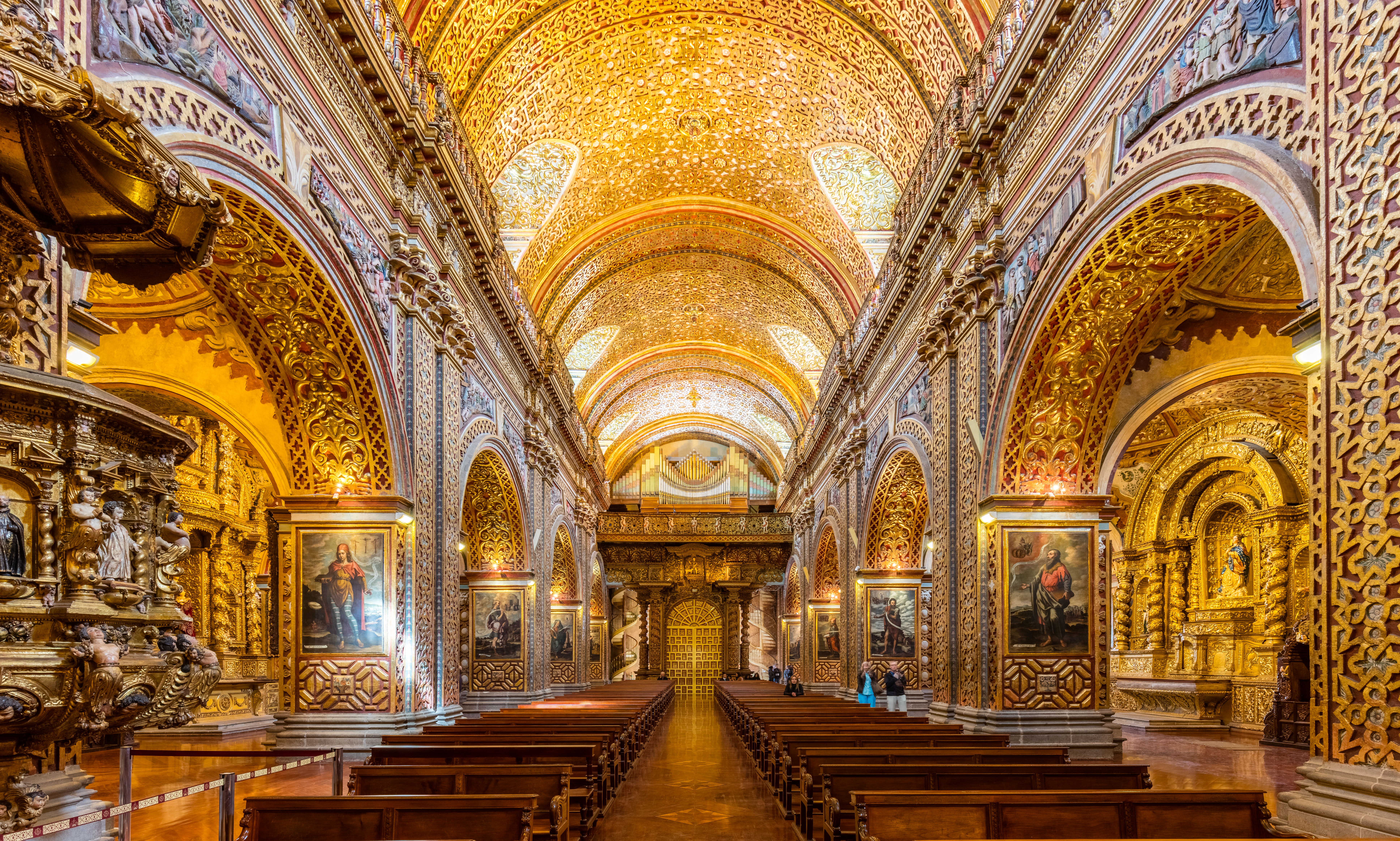
Iglesia la Compañía
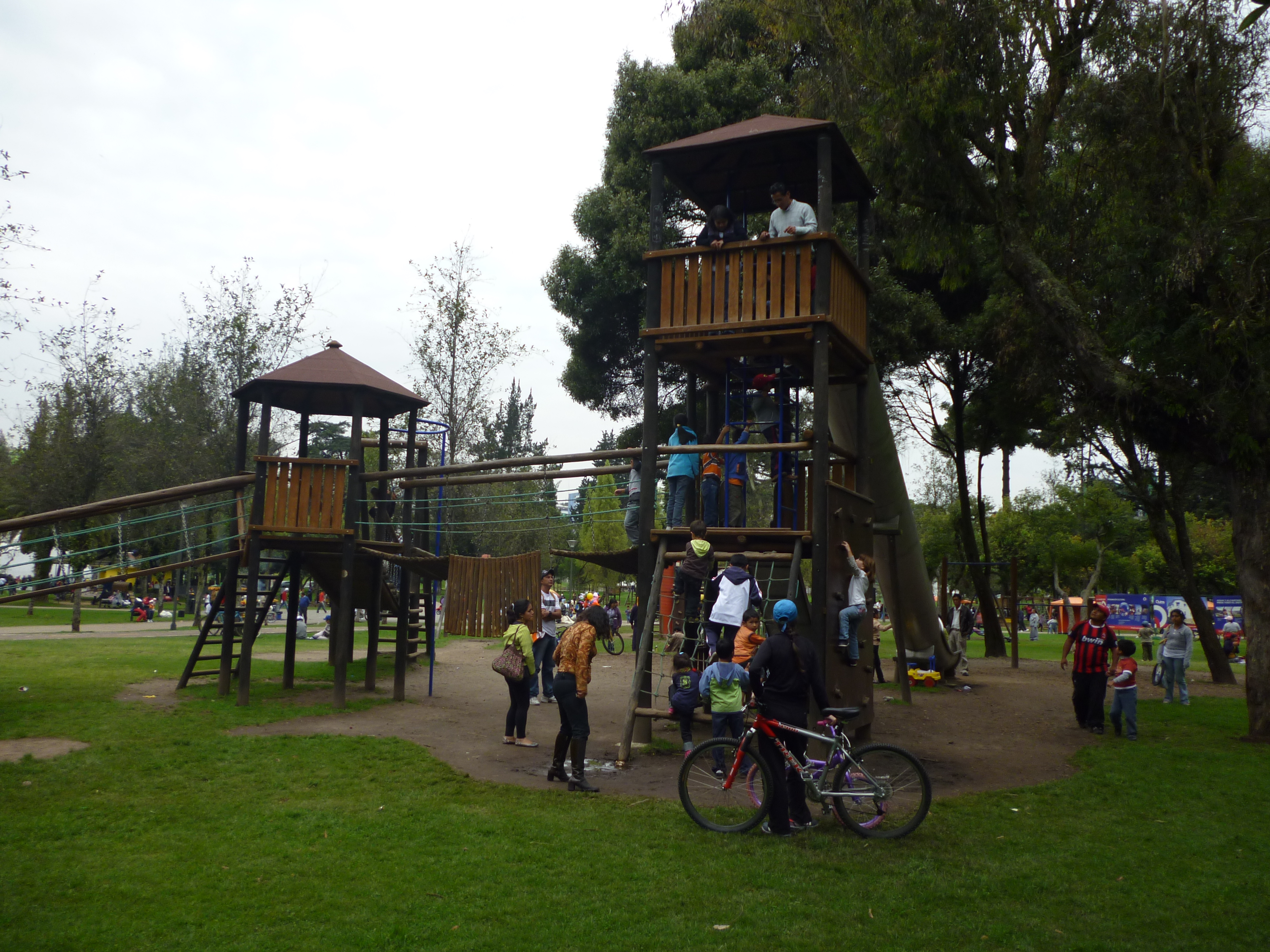
Park El Ejido
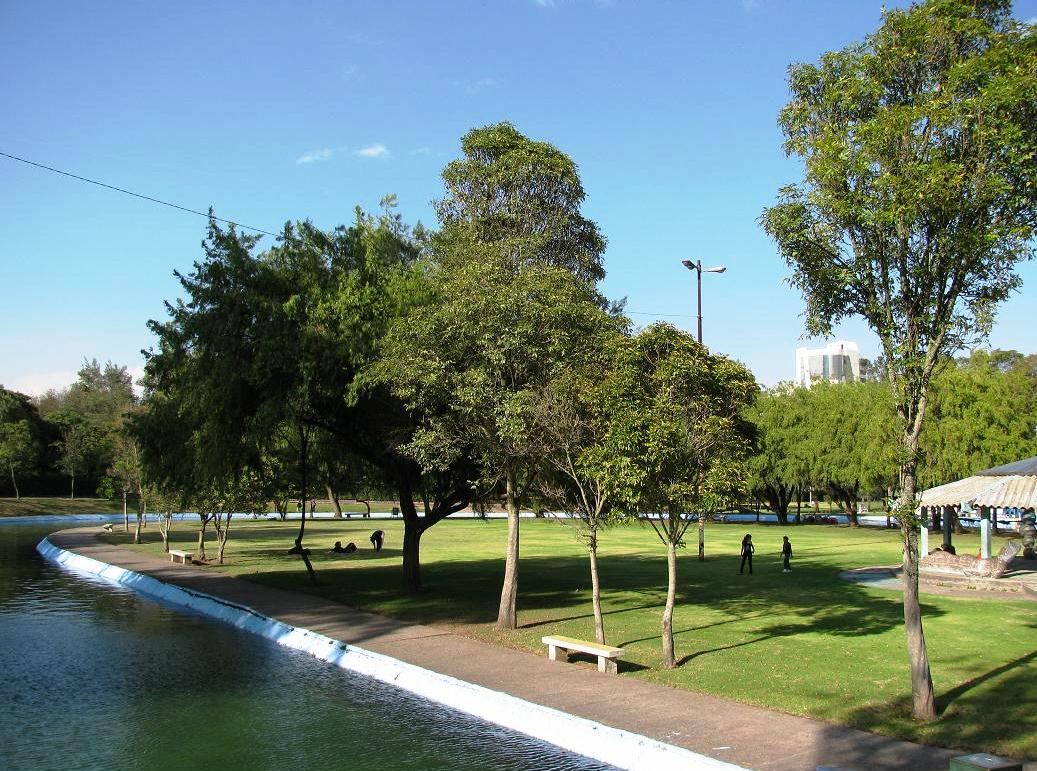
Park La Carolina
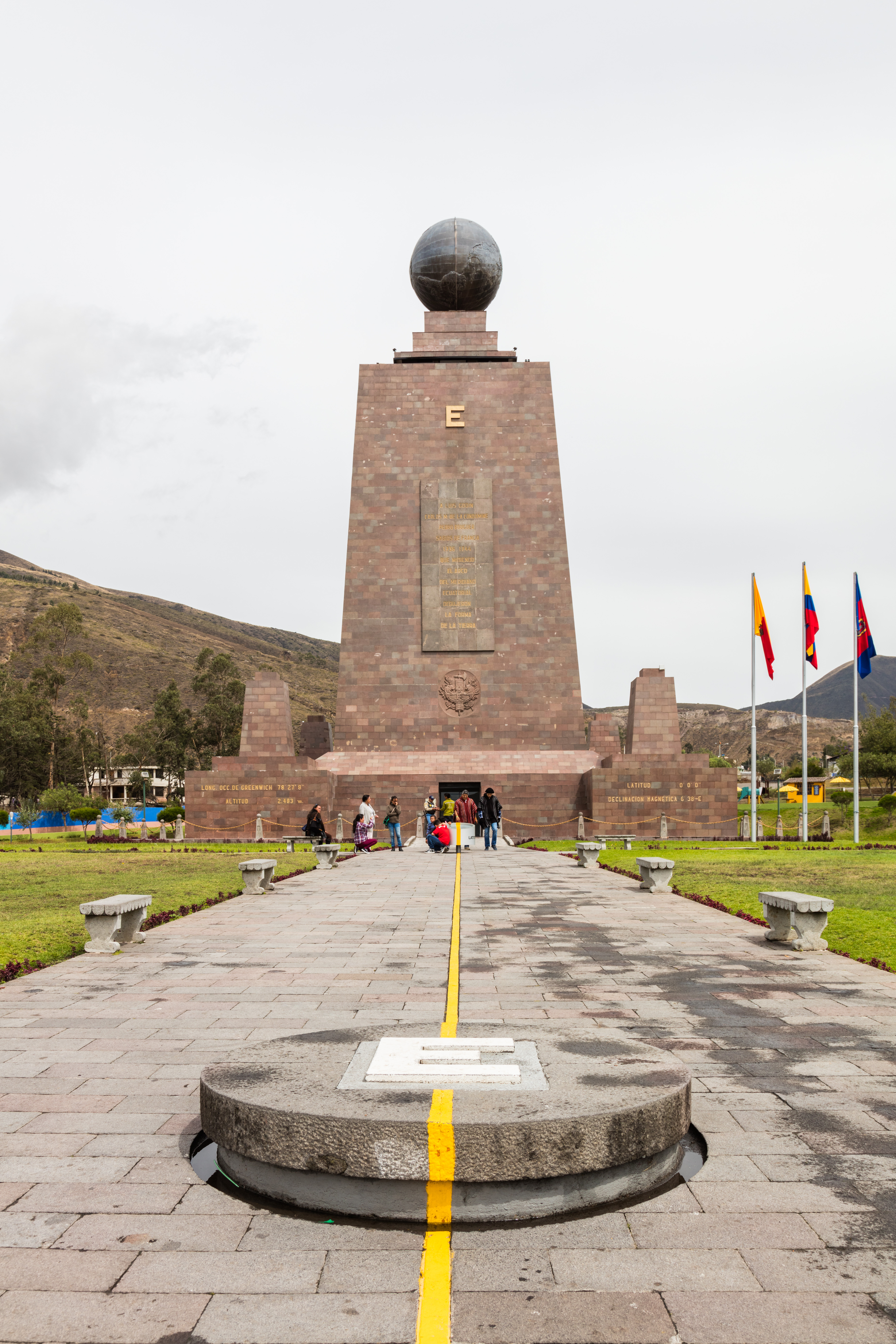
Mitad del Mundo
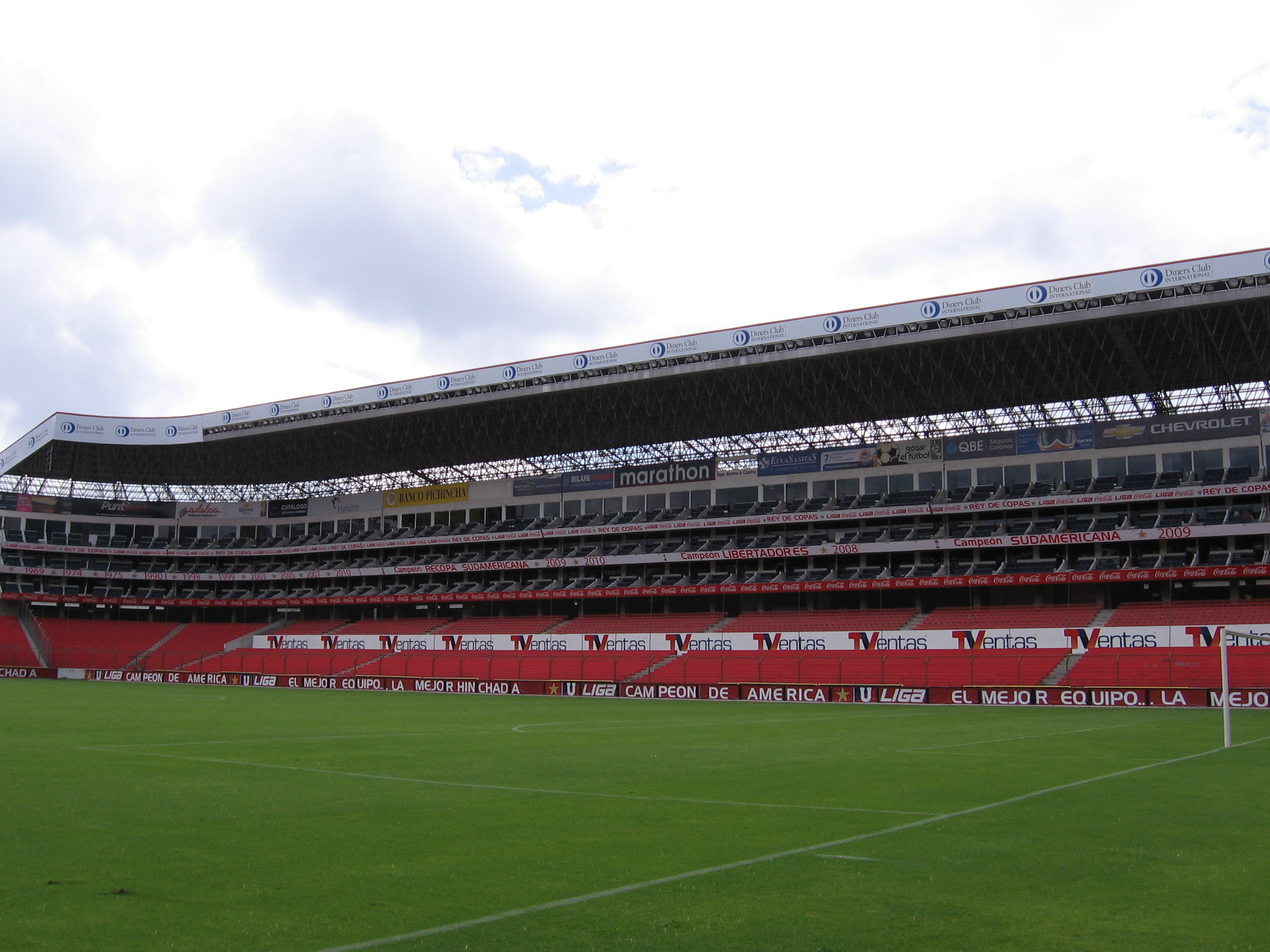
Fußballstadion Rodrigo Paz Delgado
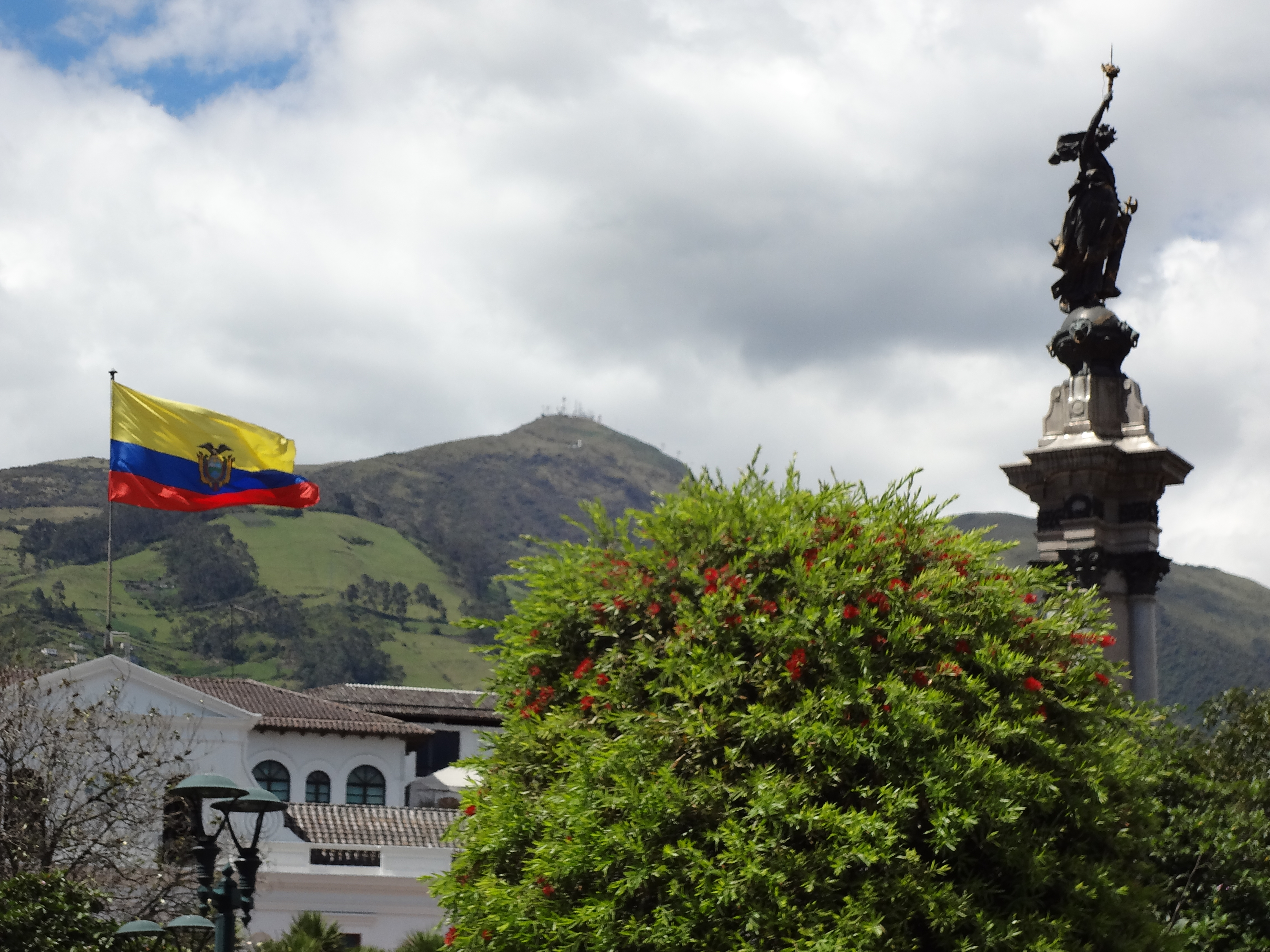
Vulkan Pichincha (4794 m)
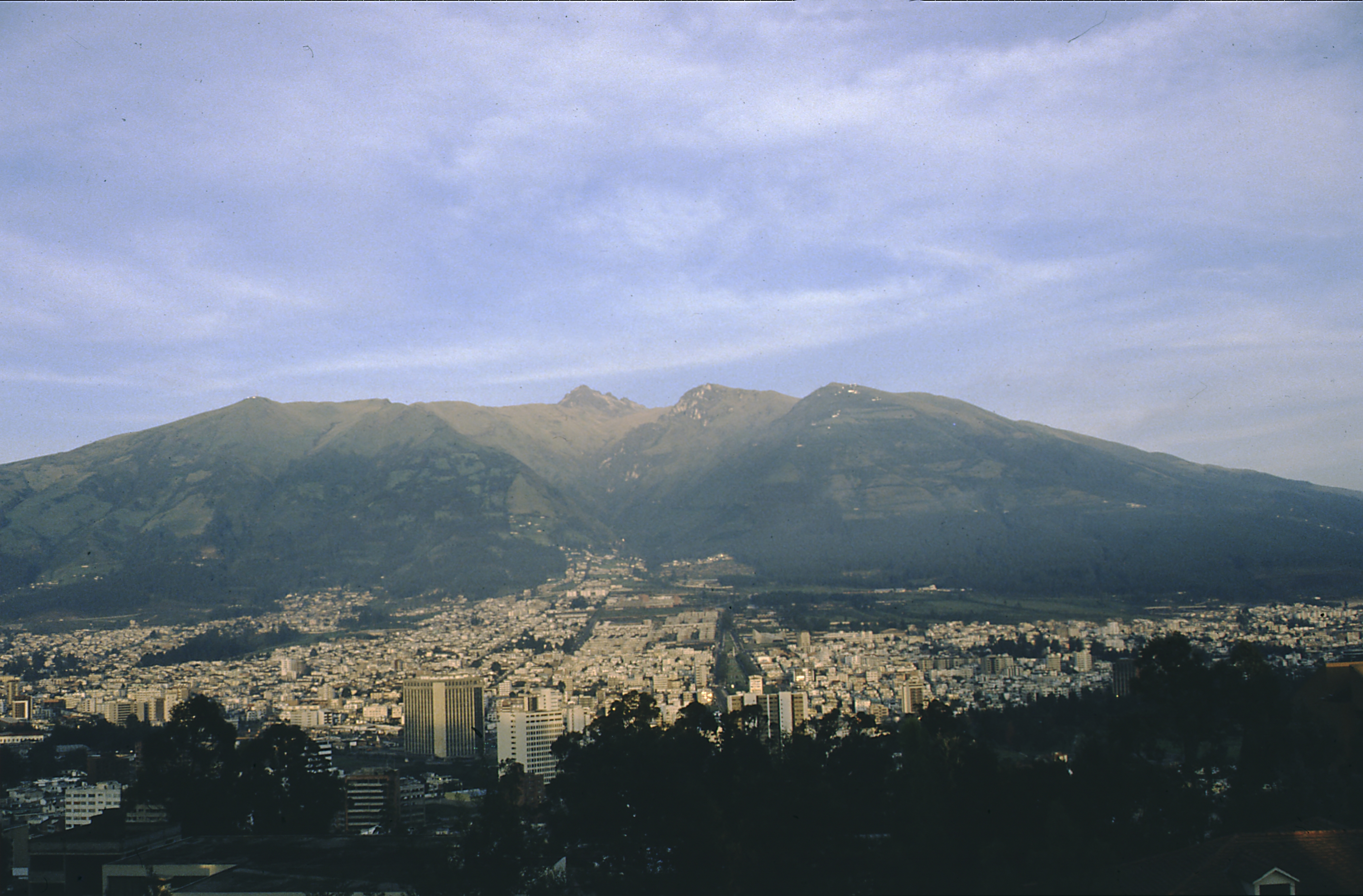
Rucu Pichincha (4690 m)
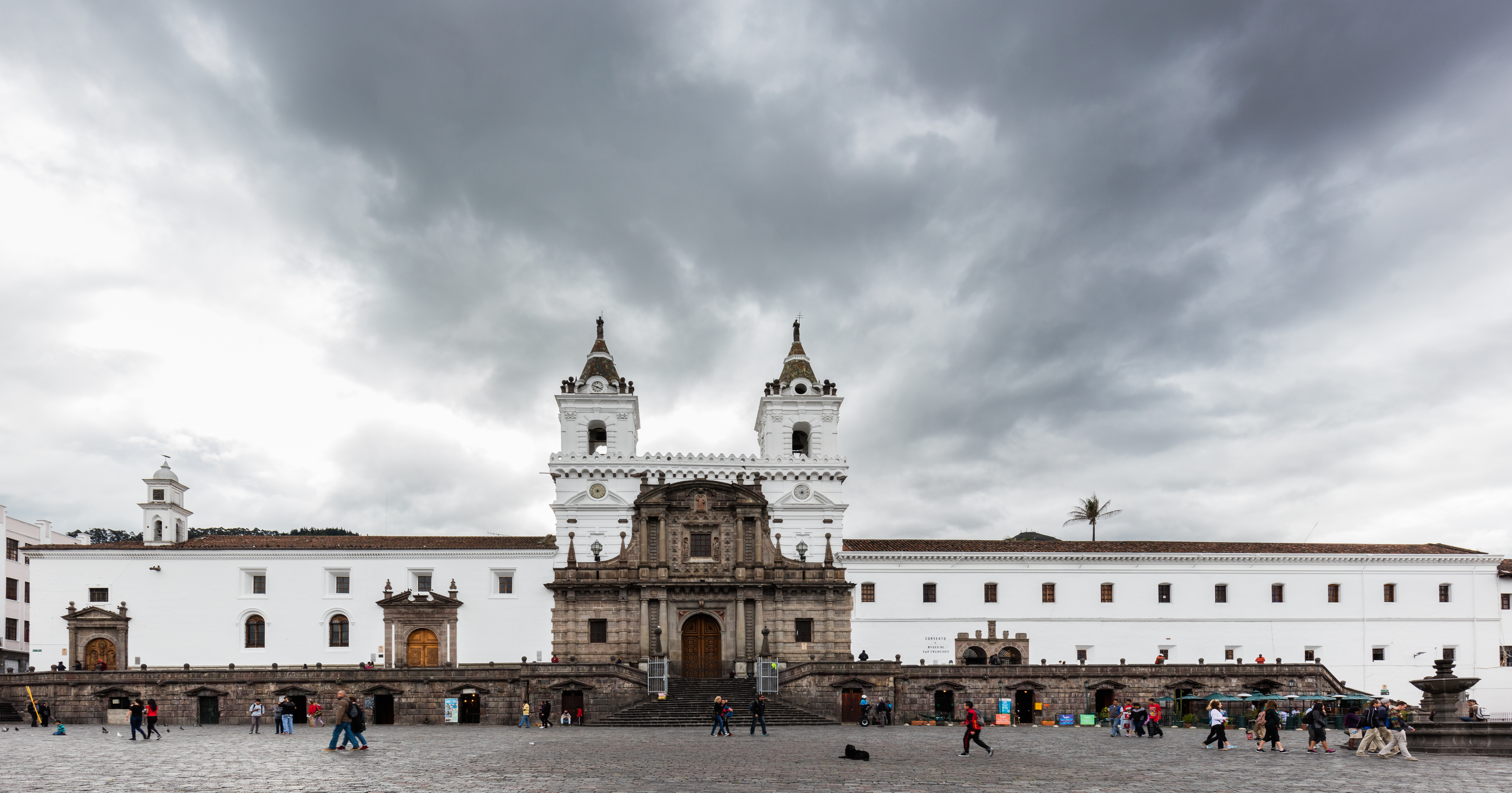
Das Franziskanerkloster mit der Kirche San Francisco
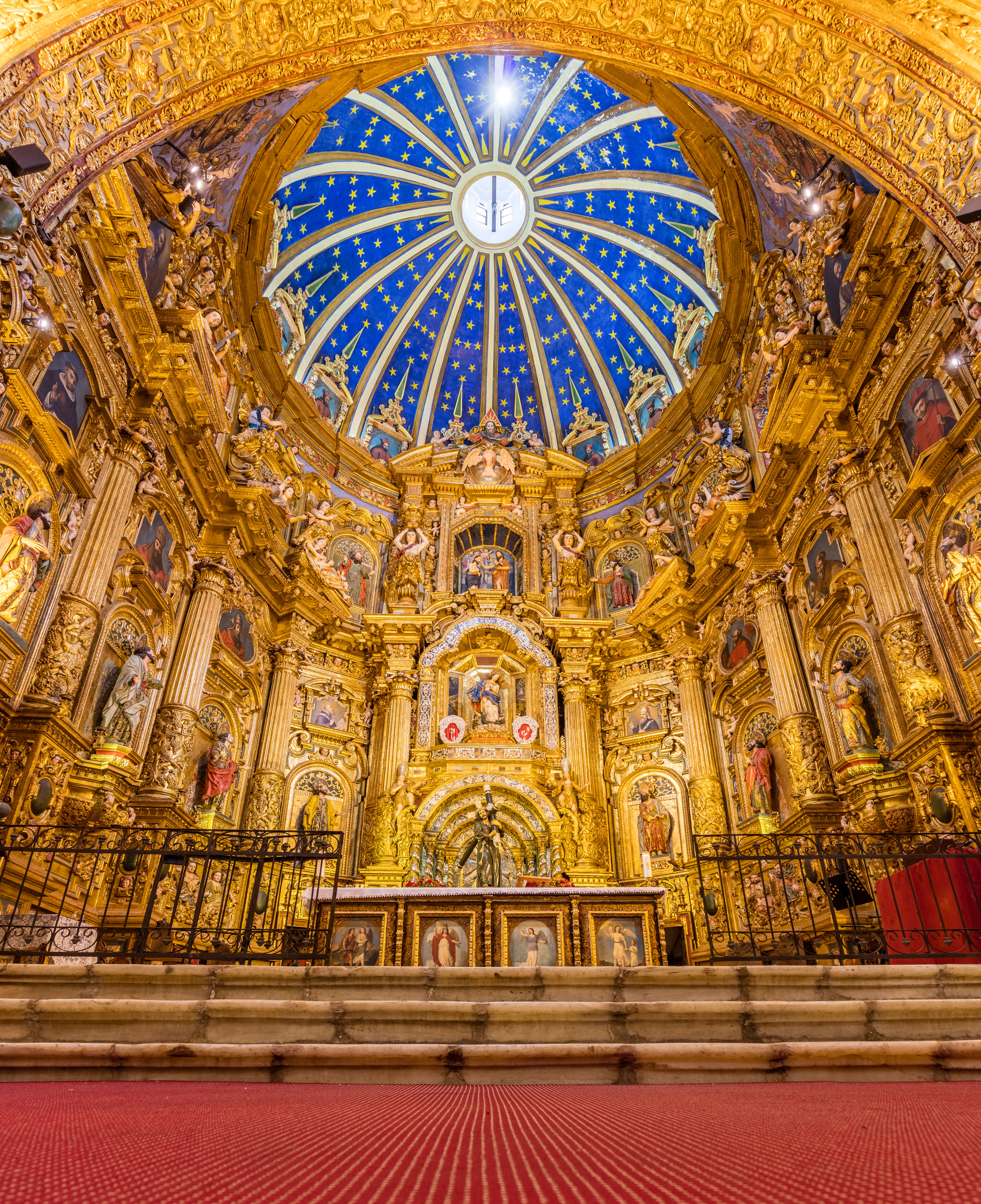
Innenansicht von der Kirche San Francisco
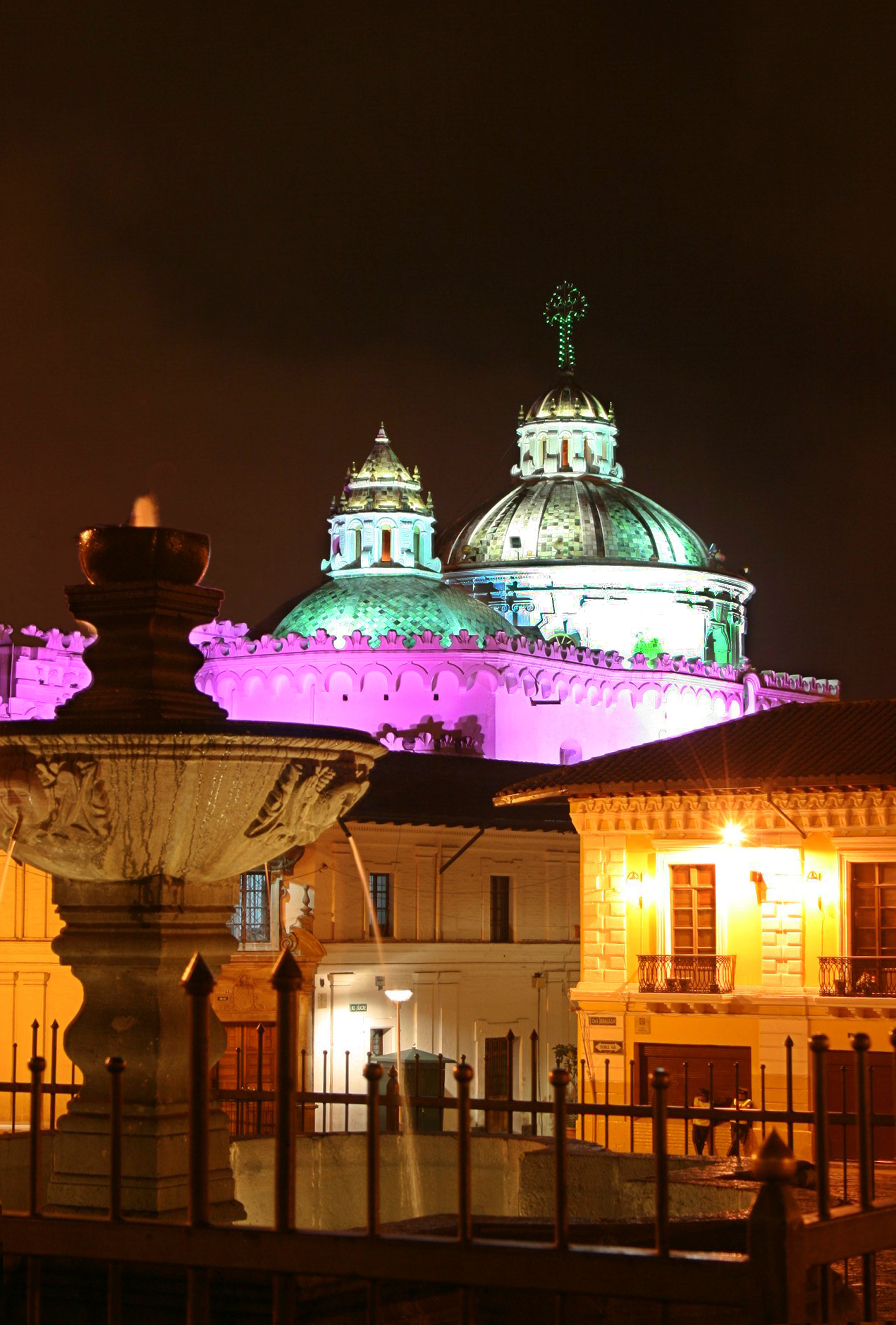
Historisches Zentrum von Quito

## Bildung
Quito hat zwei staatliche und mehrere private Universitäten und Fachhochschulen. Die staatlichen Universitäten sind die Universidad Central del Ecuador (dt. Zentraluniversität von Ecuador) und die Universidad Politécnica Nacional (dt. Nationale Polytechnische Hochschule). Unter den Hochschulen anderer Träger sind die Escuela Superior Politécnica del Ejército (dt. Politechnische Hochschule des Heeres), die Päpstliche Katholische Universität von Ecuador, die Universidad Salesiana (dt. Salesianische Universität), die Universidad Andina Simón Bolívar (dt. Andine Universität Simón Bolívar), die Universidad Intercultural de las Nacionalidades y Pueblos Indígenas Amawtay Wasi (dt. Interkulturelle Universität der indigenen Völker und Nationen Haus der Weisheit) und die Universidad San Francisco de Quito (dt. St. Franziskus-Universität Quito) von übergeordneter Bedeutung.
Seit 2002 hat die Privatuniversität Universidad Internacional del Ecuador, UIDE (dt. Internationale Universität Ecuadors), einen neuen Campus errichtet, welcher der größte Ecuadors ist.
In Quito haben sich zahlreiche private Sprachschulen angesiedelt. Neben staatlichen Schulen gibt es eine Vielzahl von Privatschulen, darunter auch eine Deutsche Schule, das Colegio Alemán de Quito.
Insgesamt ist der Bildungsstand in Quito deutlich höher als im nationalen Durchschnitt.

### Kultur
Im März findet alljährlich die Kulturwoche in Quito statt. Das Tanzfestival Frauen beim Tanz präsentiert Vorführungen im Kulturhaus der Stadt, der Casa de la Cultura. Auch in Guayaquil, Cuenca, Esmeraldas und Cotacachi finden Aufführungen statt. Tänzerinnen aus Argentinien, Korea, Kroatien, Kuba, Kanada und vielen weiteren Ländern zeigen seit 2002 ihr Können.
Zudem findet das Ecuador Jazz Festival in Quito statt. Namhafte Jazzmusiker aus ganz Südamerika sind zu Gast im Nationaltheater Sucre (Teatro Nacional Sucre).
In einer Rangliste der Städte nach ihrer Lebensqualität belegte Quito im Jahre 2018 den 122. Platz unter 231 untersuchten Städten weltweit. Im Vergleich mit anderen lateinamerikanischen Hauptstädten lag es hinter Montevideo (Platz 77), Buenos Aires (Platz 91), Santiago de Chile (Platz 92), Brasília (Platz 108) aber noch vor Lima (Platz 128), Mexiko-Stadt (Platz 129) und Caracas (Platz 193).

## Wirtschaft
Quito ist Wirtschafts- und Gewerbezentrum des Landes. Beispielsweise befindet sich mit der Bolsa de Valores de Quito auch eine der beiden großen Wertpapierbörsen des Landes hier.

## Verkehr
In der Stadt verkehrt seit 1995 der Oberleitungsbus Quito (Trolebús de Quito), er durchzieht die Stadt von Nord nach Süd und ist komplett unabhängig vom Individualverkehr trassiert.
Seit Dezember 2023 ist die erste, über 20 Kilometer lange Linie der Metro de Quito in Betrieb. Sie sollte ursprünglich nach vier Jahren Bauzeit im Frühjahr 2020 eröffnet werden und verbindet den Norden (El Labrador) und Süden (Quitumbe) mit dem Stadtzentrum. Nach Verzögerungen beim Bau wurde die Eröffnung auf März 2021 verschoben.
Auch nach Abschluss der Bauarbeiten musste das Rollmaterial in den Depots bleiben, weil Differenzen um Fragen des Betriebs die Inbetriebnahme nochmals verzögerten. Im März 2022 wurde diese für Dezember in Aussicht gestellt und die Gesamtkosten auf 2.049 Millionen USD beziffert. Mit 2. Mai 2023 ging die U-Bahn in Betrieb, doch schon am 11. Mai 2023 erfolgte die Einstellung. Ein neuer Start erfolgte am 1. Dezember 2023.
Der internationale Flughafen Aeropuerto Internacional Mariscal Sucre befindet sich seit Februar 2013 ca. 15 Kilometer (Luftlinie) östlich der Stadt. Er löste den inmitten des nördlichen Stadtgebiets gelegenen und wegen seiner Sicherheitsrisiken und mangelnden Kapazität nicht mehr zeitgemäßen alten Flughafen ab.
Da sich der Flughafen in Quito auf einer Höhe über MSL von 2.382 m (7.815 ft) befindet, sind die meisten Abflüge für Langstreckenflüge vollgetankt nicht möglich. Die Flugzeuge starten mit einer geringen Menge an Treibstoff und landen in Guayaquil um von dort vollgetankt die Reise antreten zu können. Der Flughafen Guayaquil befindet sich annähernd auf Meereshöhe.
Der renovierte Bahnhof Eloy Alfaro (Chimbacalle) ist Ausgangspunkt der Ecuadorianischen Eisenbahn, die ursprünglich bis Durán bei Guayaquil führte. Gegenwärtig verkehren nur Touristenzüge zum Naturpark Cotopaxi und nach Latacunga.

## Söhne und Töchter der Stadt
- Mariana de Jesús de Paredes y Flores (1618–1645), Heilige; wurde 1945 vom Parlament zur Heldin des Vaterlandes erklärt
- Eugenio Espejo (1747–1795), Schriftsteller, Arzt, Anwalt und Vordenker der Unabhängigkeit
- Manuela Sáenz (1797–1856), südamerikanische Freiheitskämpferin und Geliebte des Befreiungshelden Simón Bolívar
- Manuel de Ascásubi (1804–1876), Politiker
- Pedro José Cevallos (1830–1892), Politiker
- Carlos Freile Zaldumbide (1851–1928), Politiker
- Manuel María Pólit (1862–1932), römisch-katholischer Erzbischof von Quito
- Carlos María de la Torre (1873–1968), Erzbischof von Quito und ein Kardinal der römisch-katholischen Kirche
- Camilo Egas (1889–1962), Maler
- Pedro Pablo Andrade Sánchez (1892–1973), römisch-katholischer Ordensgeistlicher, Apostolischer Präfekt von Galápagos
- José María Velasco Ibarra (1893–1979), fünfmaliger Staatspräsident Ecuadors
- Jorge Carrera Andrade (1903–1978), Lyriker, Schriftsteller und Diplomat
- Jorge Icaza (1906–1978), Autor und Theaterregisseur
- Luis Enrique Orellana Ricaurte (1914–1997), römisch-katholischer Weihbischof in Quito
- Oswaldo Guayasamín (1919–1999), Maler und Bildhauer
- Juan de Dios Campuzano (1921–?), römisch-katholischer Ordensgeistlicher, Apostolischer Präfekt von Galápagos
- Luis Alberto Luna Tobar (1923–2017), römisch-katholischer Ordensgeistlicher, Erzbischof von Cuenca
- Hans Hermann Köper (1925–1977), deutscher Journalist und Betreiber der Filmproduktion Köper+Schmidt
- Gerardo Guevara (1930–2024), Komponist
- José Ayala Lasso (* 1932), Diplomat und Politiker, erster Hoher Kommissar der Vereinten Nationen für Menschenrechte
- Rodrigo Borja (* 1935), Politiker, Rechtsanwalt und Hochschullehrer, von 1988 bis 1992 Präsident der Republik Ecuador
- Diego Cordovez (1935–2014), Diplomat und Politiker
- Germán Trajano Pavón Puente (1936–2025), Geistlicher und Bischof von Ambato
- Mesías Maiguashca (* 1938), Komponist
- Miguel Angel Aguilar Miranda (1939–2025), Militärbischof von Ecuador
- Ana María Iza (1941–2016), Lyrikerin und Rundfunkjournalistin
- Maria-Rosa Rodriguez (* 1942), Schauspielerin und Sängerin
- Christopher W. S. Ross (* 1943), US-amerikanischer Diplomat, Botschafter
- Freddy Ehlers (* 1945), Journalist und Politiker
- Eugenia del Pino (* 1945), Biologin und Hochschullehrerin
- Alberto Acosta Espinosa (* 1948), Wirtschaftswissenschaftler, Politiker und Intellektueller
- Jürg Oleas (* 1957), Manager mit Schweizer Staatsangehörigkeit
- Hernan Borja (1959–2021), US-amerikanischer Fußballspieler und -trainer
- Byron Moreno (* 1969), ehemaliger FIFA-Schiedsrichter
- Janet Hinostroza (* 1971), ecuadorianische Fernsehjournalistin
- David Israel de la Torre Altamirano (* 1972), römisch-katholischer Ordensgeistlicher, Weihbischof in Quito
- Boris Cepeda (* 1974), Pianist und Diplomat
- Christian Miguel Pinto (* 1981), Mammaloge
- Larissa Rieß (* 1988), deutsche Moderatorin und Schauspielerin
- Daniel Toledo (* 1991), Jazzmusiker, Hochschullehrer in Quito
- Nicolás Álvarez (* 1996), peruanischer Tennisspieler
- Juan Manuel Correa (* 1999), Automobilrennfahrer
- David Hurtado (* 1999), Geher
- Djorkaeff Reasco (* 1999), Fußballspieler
- Mateo Barreiros Reyes (* 2000), brasilianischer Tennisspieler

## Sonstiges
Quito ist Namensgeber u. a. für Quito-Gletscher, (10793) Quito bzw. Quito (Schiff).